# Baroque mosan
Le baroque mosan, également appelé baroque de la principauté de Liège, baroque liégeois ou encore baroque de Liège-Aix-la-Chapelle, est une variante régionale du style baroque qui prospéra, en particulier dans le XVIIIe siècle, dans la principauté de Liège et dans la région des villes d’Aix-la-Chapelle et de Maastricht. Les principaux foyers de ce style étaient les villes de Liège, Aix-la-Chapelle et Maastricht avec des sous-centres Spa, Verviers, Eupen, Montjoie, Vaals, Hasselt et Saint-Trond. Le baroque mosan, comme le baroque des Pays-Bas méridionaux, occupe une position intermédiaire entre le classicisme hollandais strict, d’une part et le rococo et le baroque français et allemand, beaucoup plus élaborés. Ce mouvement artistique s'est développé principalement dans l'architecture locale et les arts appliqués au cours de la seconde moitié du XVIIIe siècle.

## Général

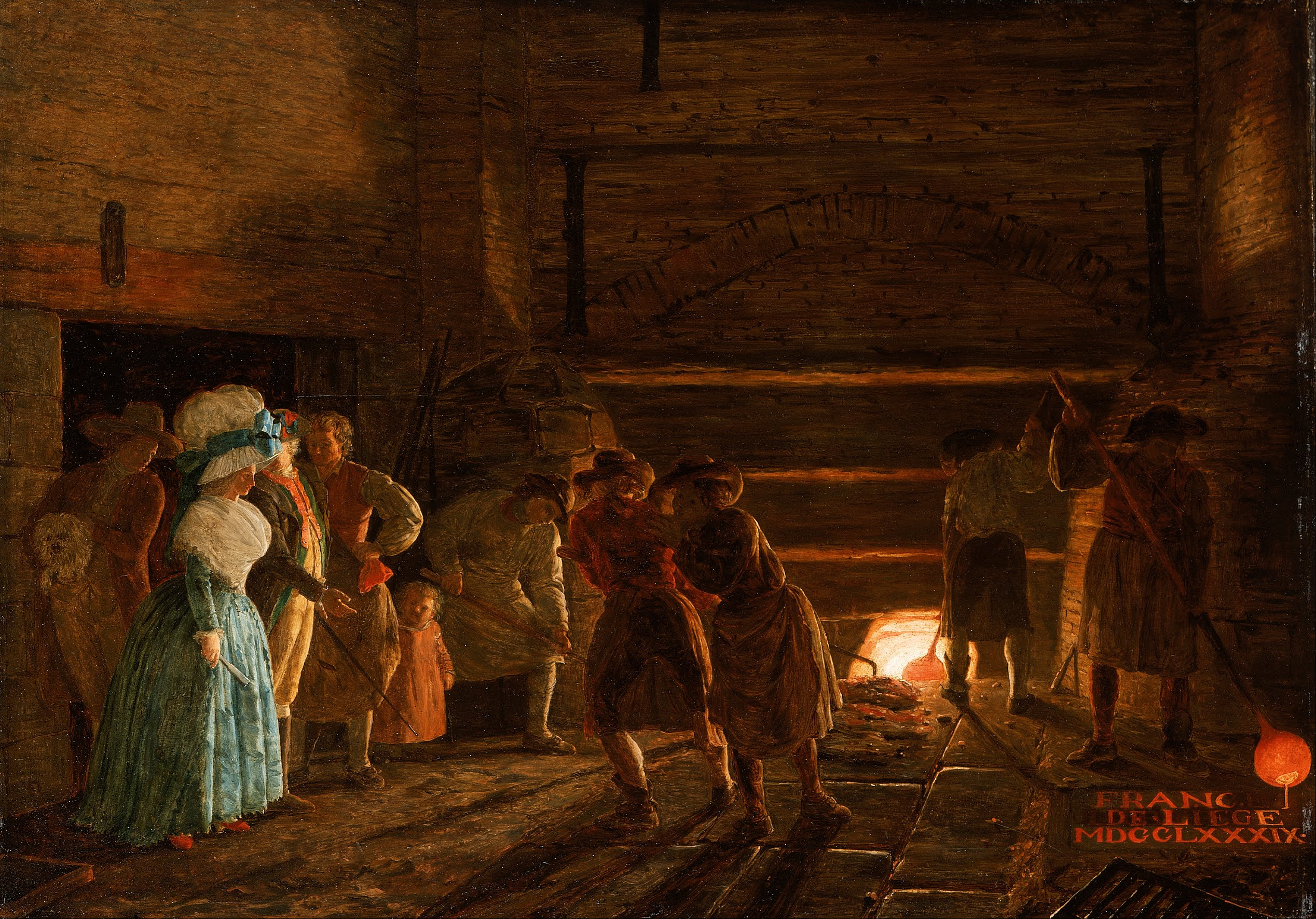
Intérieur de fonderie (Léonard Defrance, 1789)

### Contexte économique et démographique
Le XVIIe siècle, le siècle d'or des Provinces-Unies, ne fut pas très favorable aux Pays-Bas méridionaux. Durant cette période, la principauté de Liège souffrit de grandes guerres européennes livrées en partie sur son territoire dont résulta un marasme économique. Dans la première moitié du XVIIIe siècle, il était donc plutôt question de stagnation économique, même si ces mêmes guerres permirent à l'industrie de l'armement liégeoise de prospérer.
À partir de 1750, l'économie régionale connut une forte croissance. La principauté de Liège et les Pays-Bas autrichiens furent, à cette époque, les régions les plus prospères d'Europe. Au XVIe siècle, Liège était une ville dont l'industrie reposait essentiellement sur l'armement et le métal et ces activités se sont considérablement développées au XVIIIe siècle. Tandis qu'Aix-la-Chapelle, Vaals, Verviers et le pays de Herve pouvait compter sur une industrie textile florissante. À la fin du XVIIIe siècle, les fabricants de textiles verviétois étaient même considérées comme les personnes les plus riches des Pays-Bas méridionaux. C'est également à partir de la seconde moitié de ce siècle que les zones rurales jouirent d'une certaine prospérité. Cependant, il n'y avait pas de travail pour tous, il y avait d'ailleurs un taux de chômage, de pauvreté et de crime assez important (voir par exemple les Bokkenrijders).
Durant cette période, la population n'augmente guère. Fin du XVIIIe siècle, la principauté de Liège comptait environ 380 000 âmes. Le nombre d'habitants de la région entière – comprenant Aix-la-Chapelle, Maastricht et plusieurs petites principautés – s'élevait à environ un demi-million, dont environ un tiers dans les villes. Dans la principauté, la ville de Liège, avec plus de 50 000 habitants, est de loin la plus peuplée, suivie de loin par Verviers, Saint-Trond, Herstal, Theux, Tongres, Hasselt, Huy, comprenant chacune entre 5 et 10 000 habitants, puis une douzaine de petites villes avec entre 2 et 5 000 personnes. Aix-la-Chapelle avait à la fin du XVIIIe siècle autant d'habitants qu'au début du siècle, environ 24 000. Enfin, la population de Maastricht s'élevait à 18 000 habitants, chiffre comprenant la garnison.

### Vie culturelle et intellectuelle

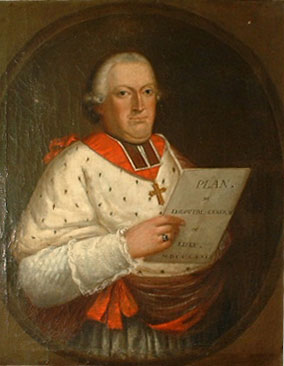
François-Charles de Velbrück

Dans la seconde moitié du XVIIIe siècle, il y eut un important renouveau culturel dans la principauté, en particulier sous les règne libéraux des princes-évêques Jean-Théodore de Bavière (1744-1763) et François-Charles de Velbrück (1772-1784). À Liège, ainsi que dans d'autres villes, de nombreuses loges maçonniques ont été fondées. Le prince-évêque Velbrück, qui supportait la maçonnerie, s'employa vigoureusement à propager les idées des Lumières sous son règne. C'est lui qui fonda en 1779 à Liège, la Société libre d'émulation, une société visant à promouvoir les Arts, les Lettres et les Sciences auprès du plus grand nombre dans la principauté de Liège. Il n'est pas impossible que l'empreinte de cette pensée des Lumières largement présente dans la capitale de la principauté ait pu contribuer en 1789, à peine un mois après la Révolution française, à la révolution liégeoise.
C'est par le biais de la ville de Liège que les idées des Lumières ont pu se propager progressivement bien que la majorité de la population soit analphabète et soit restée fidèle à l'enseignement catholique. La dissolution, en 1773, de l’ordre des jésuites par le pape, entraîne la fermeture d'une douzaine de monastères et de collèges jésuites dans le diocèse de Liège. Dans les territoires autrichiens les politiques éclairées de l'empereur Joseph II mènent également à la suppression des monastères et à la réduction du train de vie de l’Église, ce qui conduisit à de nombreuses protestations.
La vie culturelle à Maastricht se passe essentiellement au sein des sociétés d'émulation. L'élite intellectuelle bourgeoise, les religieux aristocratiques ainsi que les officiers ont été fortement influencés par le français, et même francisés. Les foyers de la pensée des Lumières étaient la Grande Société à Vrijthof (1760), les loges maçonniques La Constance et La persévérance et la branche locale de la Société d'Émulation (1784). Grâce à l'établissement des imprimeurs français Jean-Edmé Dufour (nl) et Philippe Roux, Maastricht joua même un rôle dans la diffusion des idées des philosophes des Lumières.
À Aix-la-Chapelle, Spa et Chaudfontaine se développe à partir du début du XVIIIe siècle le tourisme thermal, étant entendu que seuls les riches pouvaient se permettre de tels séjours. Au sein de la station balnéaire à la mode de l'époque, Spa, surnommée le café de l'Europe, se mêlaient têtes couronnées et vieille aristocratie européenne, les riches marchands et artisans, les officiers, les chanoines, avec des femmes élégantes, des aventuriers (Casanova par exemple), des joueurs compulsifs et des hypocondriaques.

## Peinture

### XVIIesiècle
Au XVIIe siècle, la peinture dans la principauté de Liège était en retard par rapport aux régions voisines (par exemple Anvers et la république hollandaise). Le peintre liégeois Gérard de Lairesse quitta sa ville natale au début de sa carrière pour Utrecht et Amsterdam. Le Maastrichtois Henri de Fromantiou (en) (environ 1633-1693) fut principalement engagé par la cour de Brandebourg à Berlin ; Jan Frans van Douven, né à Ruremonde, travailla pour la cour de Düsseldorf. D'autres peintres tels que Gérard Douffet, Walthère Damery, Bertholet Flémal, Jean-Guillaume Carlier et Englebert Fisen restés à Liège formèrent l'école liégeoise de peinture. La plupart des commandes provenaient de la cour du prince-évêque, des familles nobles, des monastères ainsi que des chapitres de la région.

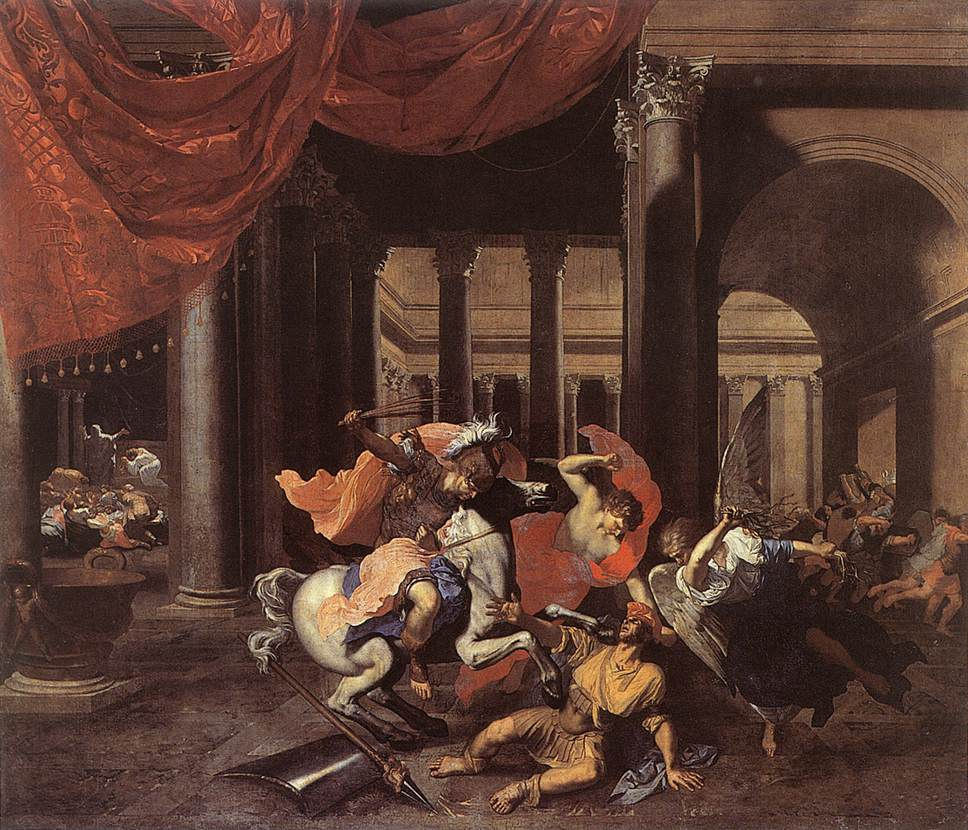
Bertholet Flémal, Héliodore chassé du temple (c. 1660)
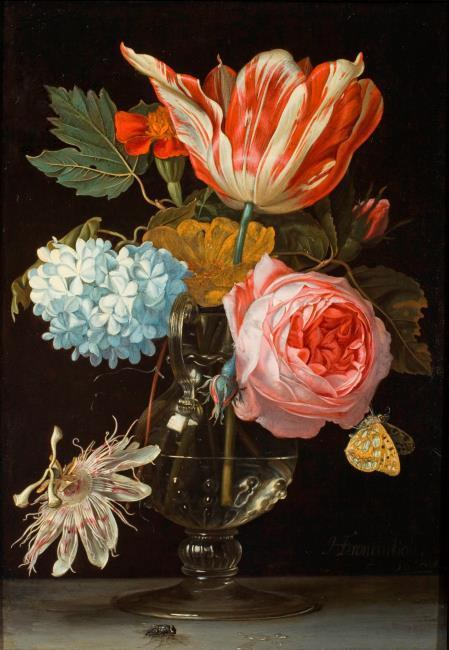
Henri de Fromantiou (en), Vase de fleurs (1668)
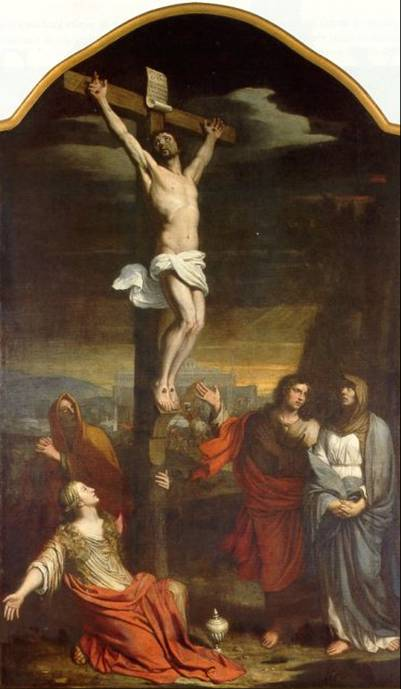
Englebert Fisen, Crucifixion (1684)
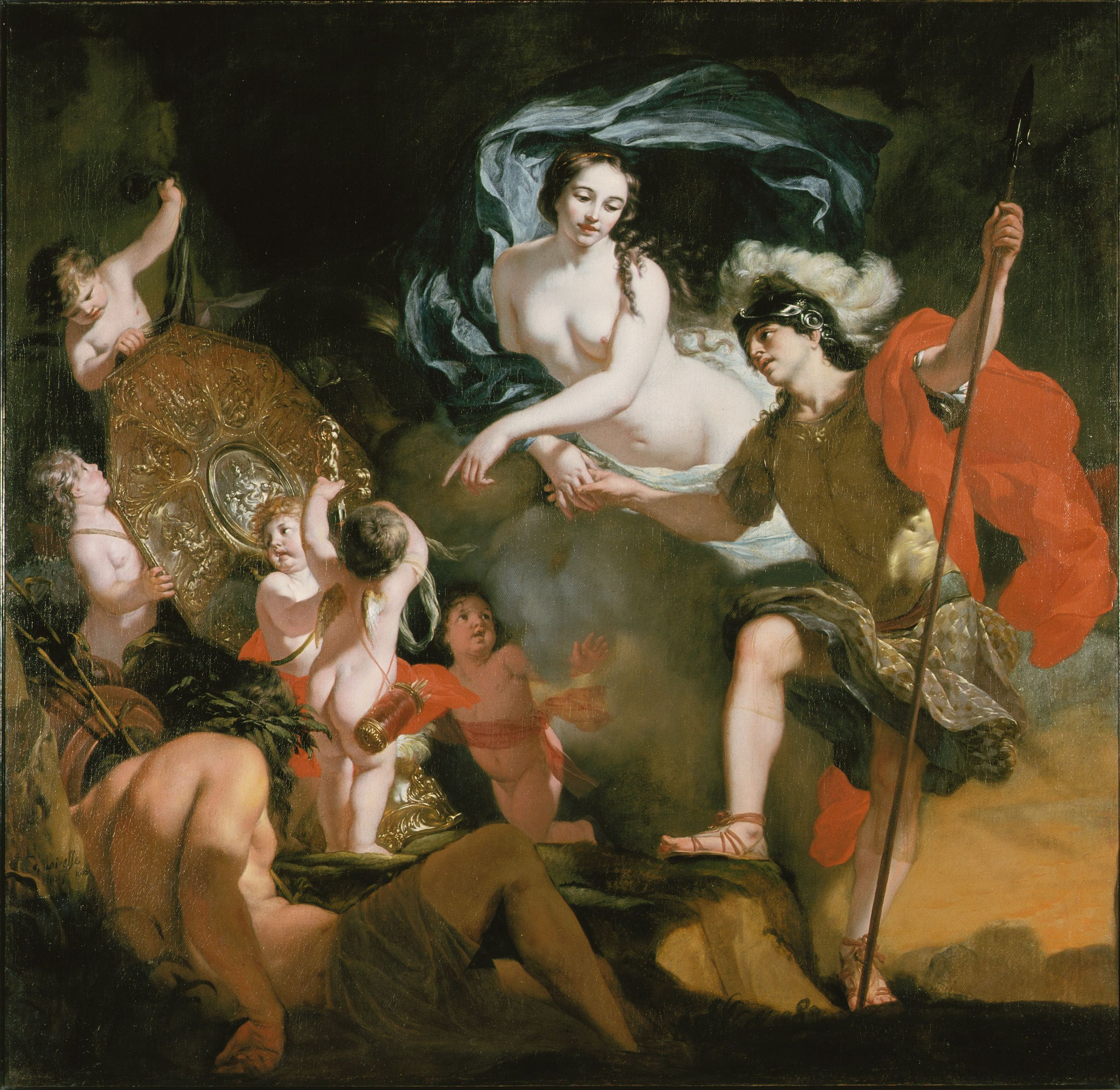
Gérard de Lairesse, Vénus présentant ses armes à Énée (1688)

### XVIIIesiècle
Au XVIIIe siècle, Liège abrite quelques peintres baroques : Théodore-Edmond Plumier, Paul-Joseph Delcloche, Nicolas Henri Joseph de Fassin, Léonard Defrance et Pierre-Michel de Lovinfosse et la célèbre famille de peintres de Liège et Maastricht, la famille Coclers. Les membres les plus connus étaient Philippe Coclers (environ 1660-1721), son fils Jean-Baptiste Coclers et son petit-fils Louis-Bernard Coclers. Le peintre Johann Friedrich August Tischbein est né à Maastricht, mais travailla toute sa vie à l'étranger.

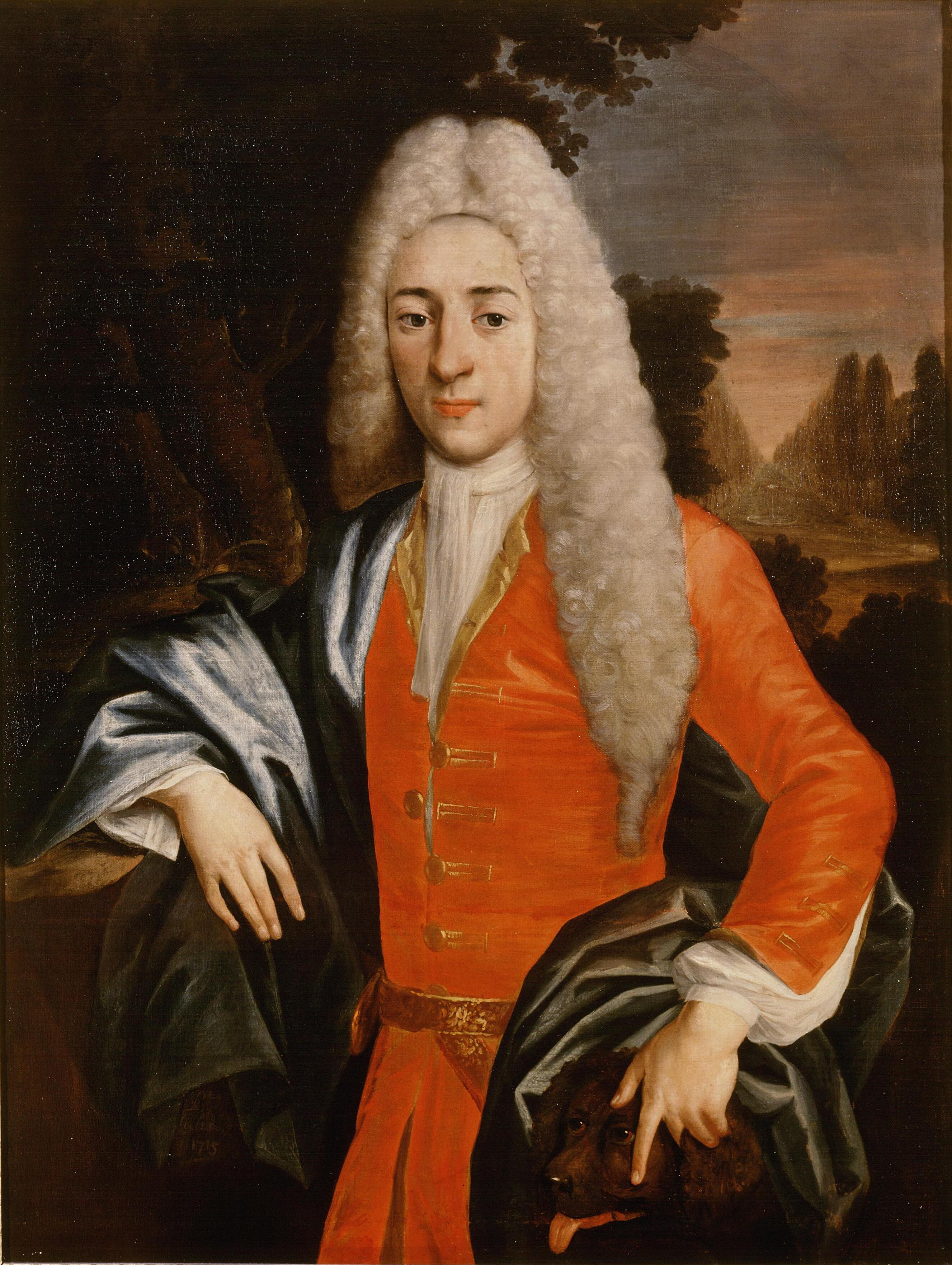
Philippe Coclers, Portrait de J.H. Baumhauer (1715)
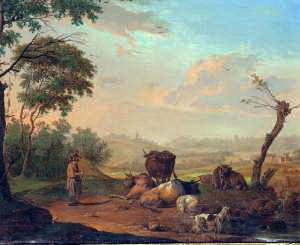
Nicolas Henri Joseph de Fassin, Le jeune berger (1769)
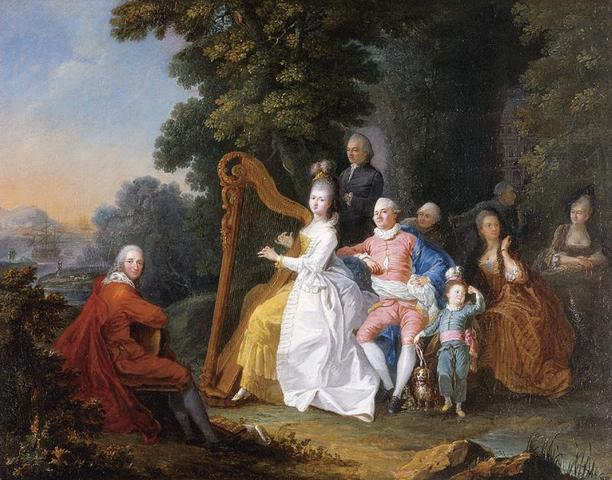
Pierre-Michel de Lovinfosse, Une fête élégante à la campagne avec une dame jouant de la harpe et un gentilhomme jouant de la guitare (1771)
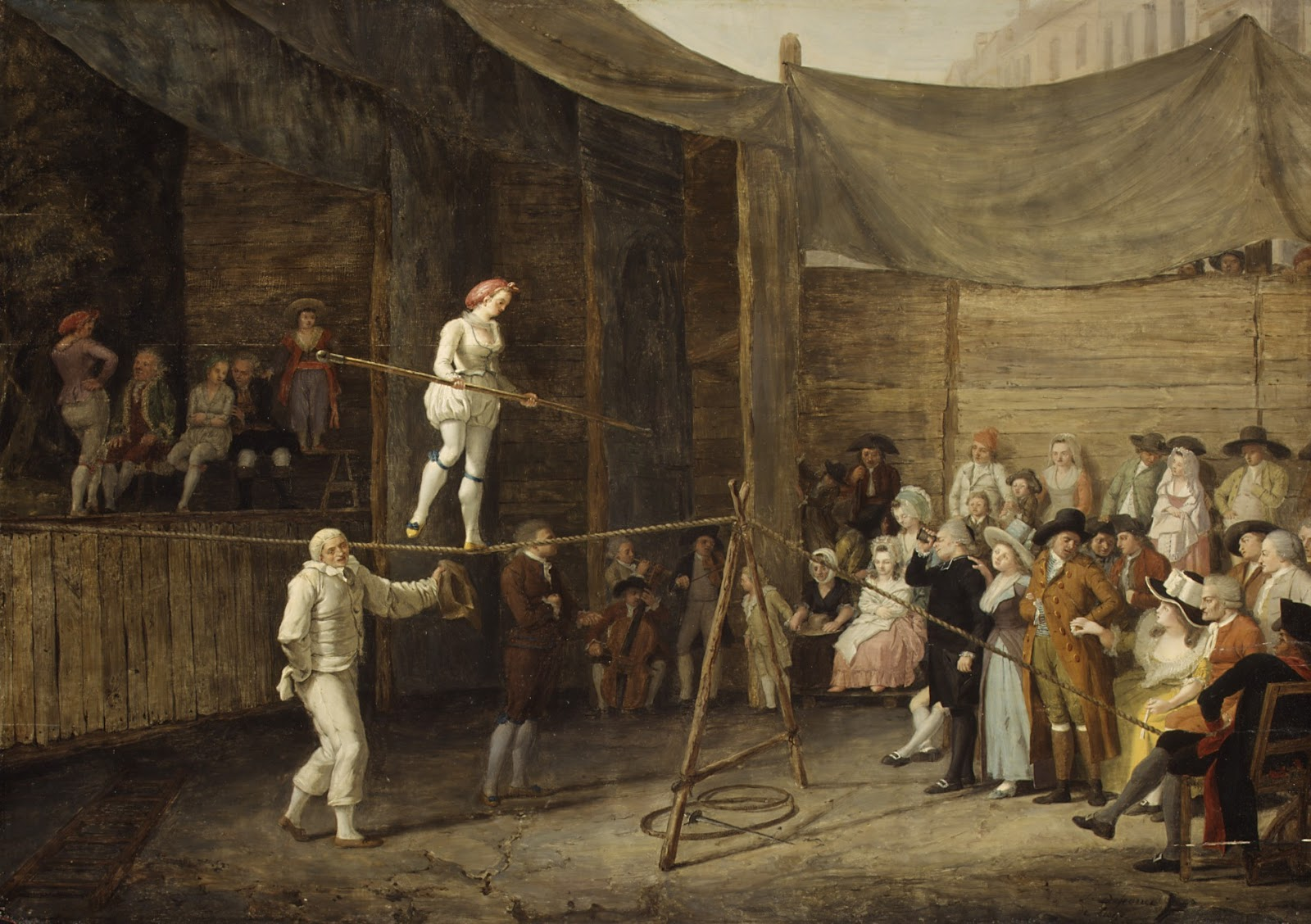
Léonard Defrance, La danseuse de corde (2e moitié XVIIIe siècle)

## Sculpture

### XVIIesiècle
Le sculpteur liégeois le plus important de l'époque baroque est sans conteste, Jean Del Cour, surnommé « Le Bernin liégeois »,. Delcour étudia à Rome et posséda sa propre carrière de pierre à Theux. Ses œuvres sont exposées dans de nombreux musées et églises liégeois mais également en dehors de Liège. On peut se faire une idée précise de son travail à l'intérieur de l'église Saint-Jacques de Liège où sont présentes quelques-unes de ses œuvres. Une de ses réalisations les plus connues est sa fontaine de la place du Marché à Liège sur laquelle se dresse le Perron. Le principal rival de Del Cour à Liège était Arnold de Hontoire (c. 1630-1709), qui en 1694 conçut le tombeau du prince-évêque Jean-Louis d'Elderen (initialement situé dans la cathédrale Saint-Lambert de Liège, il se situe aujourd'hui dans l'église Saint-Martin (nl) à Genoelselderen). Contrairement à Del Cour, de Hontoire eut différents étudiants et disciples, tels que Robert Verburg (c. 1654-1720) et Cornélis Vander Veken (1666-1740).
Joannes Bossier (c. 1640-1700) travailla dans les environs de Maastricht . Il conçut, entre autres, le monument funéraire du comte van den Berg et de son épouse dans l'église des Dominicains, qui au début du XIXe siècle est transféré au sein de la basilique Saint-Servais. Le tombeau en marbre de l'abbesse Anna Catharina de Lamboy (nl), à l'origine de l'abbaye de Herkenrode, situé dans la basilique Notre-Dame Virga-Jessé à Hasselt, est réalisé par Artus Quellinus le Jeune. Bien que né à Saint-Trond, il exerça en dehors de la principauté. Les liégeois Jean Varin et Gérard-Léonard Hérard furent principalement actifs à Paris et Versailles.

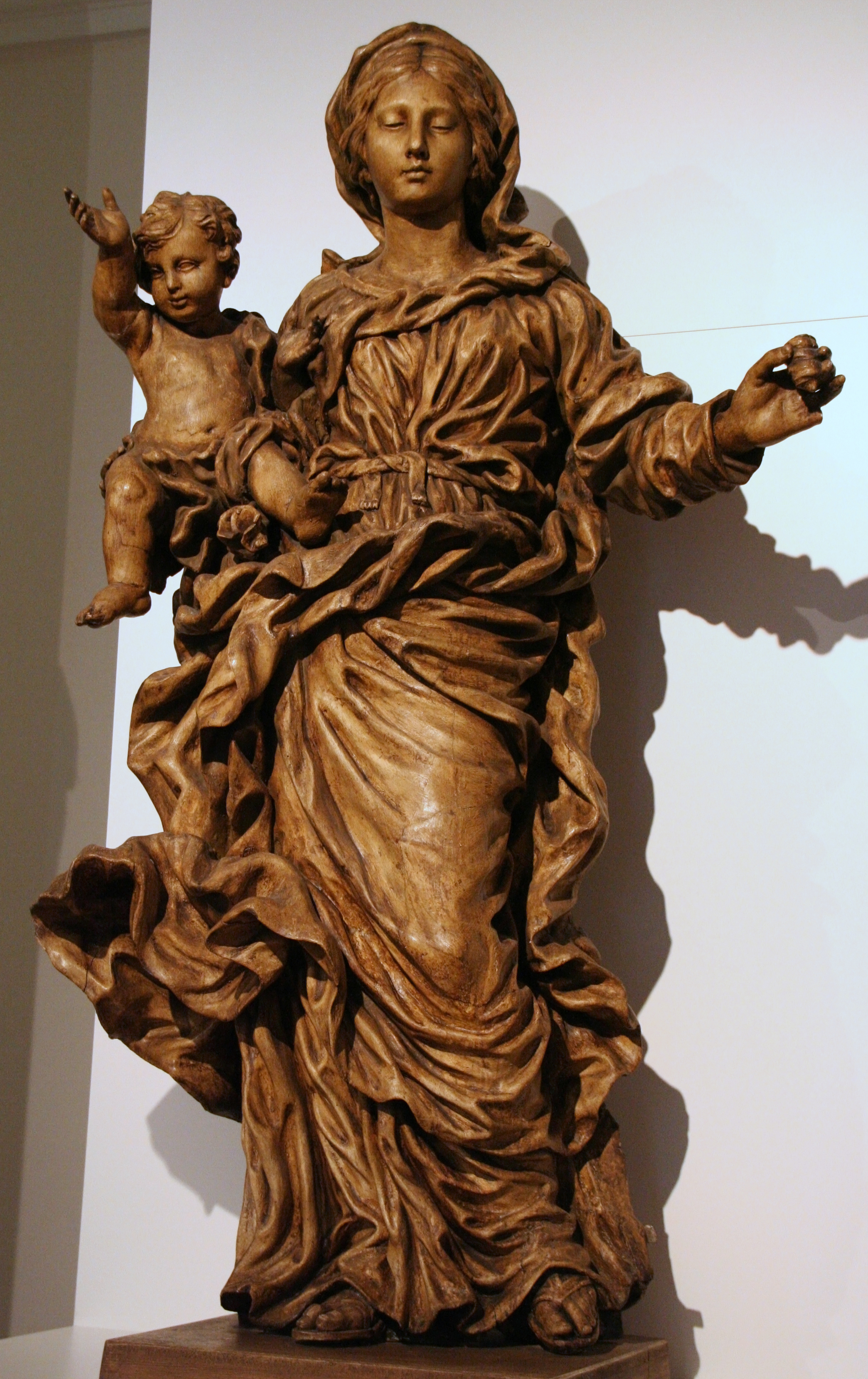
Vierge à l'Enfant (Jean Del Cour, 1693), Grand Curtius, Liège
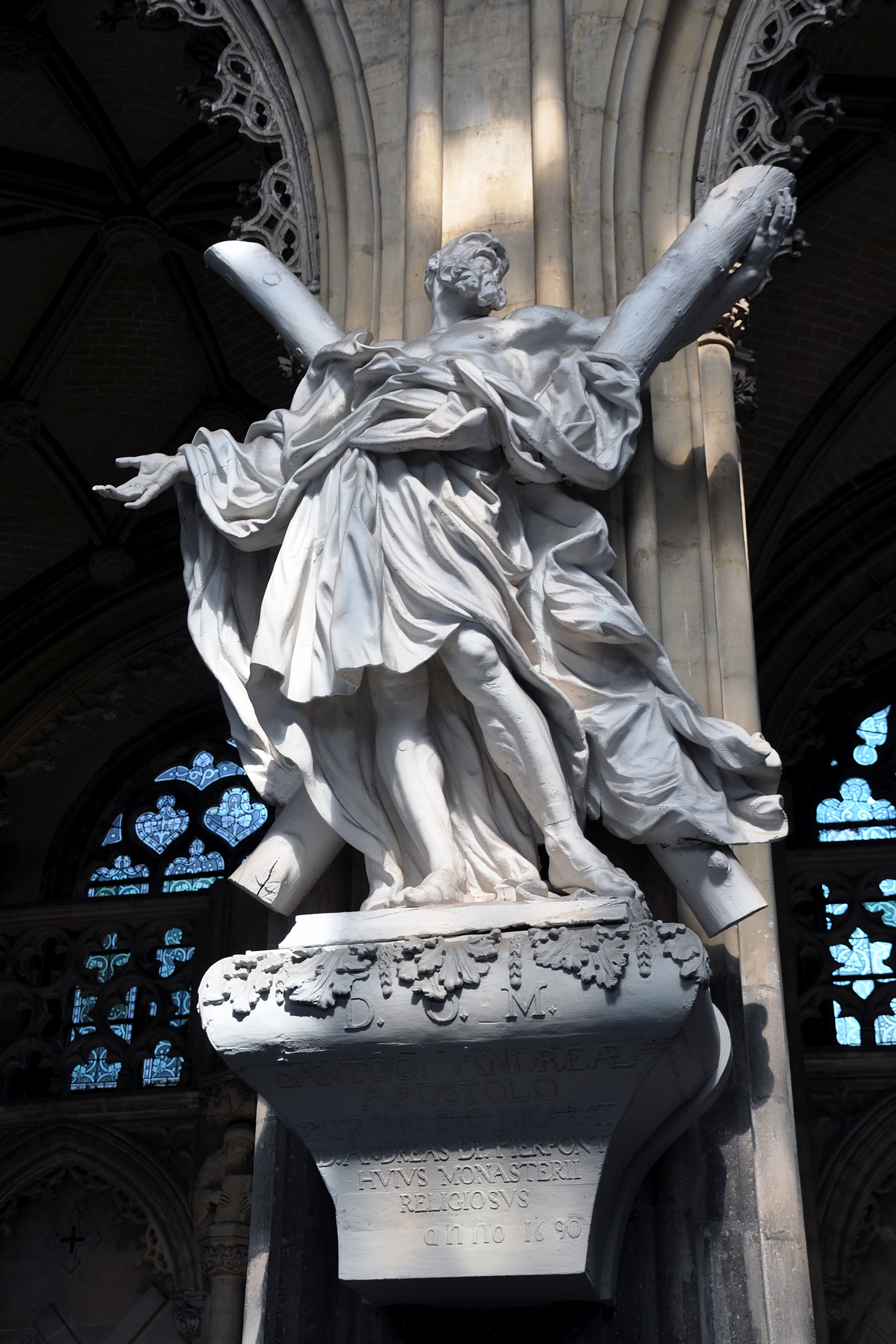
Saint André (Arnold de Hontoire, 1690) église Saint-Jacques, Liège
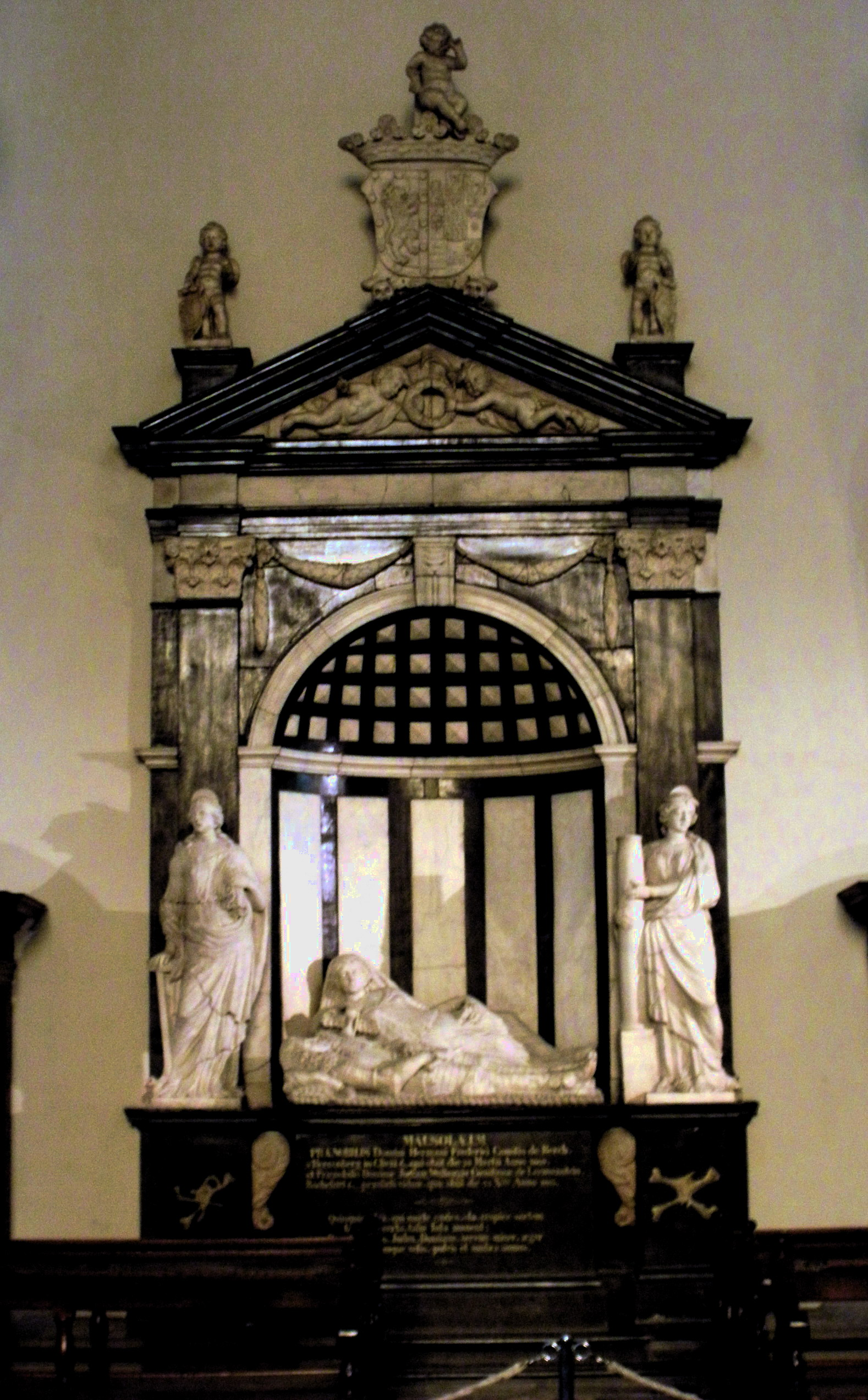
Monument funéraire du comte van den Berg (Joannes Bossier, 1683), basilique Saint-Servais, Maastricht
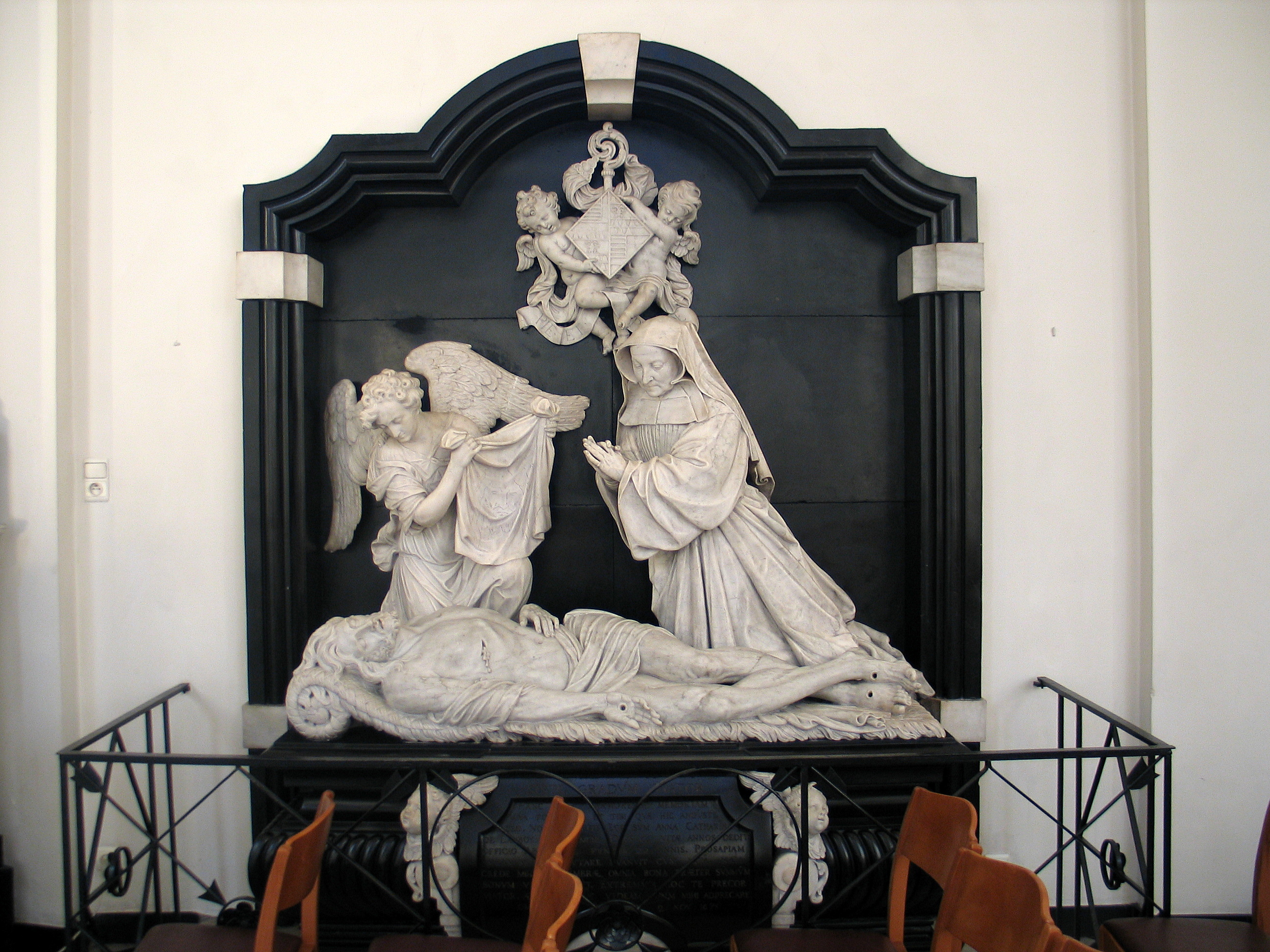
Tombeau de Catharina de Lamboy (Artus Quellinus le Jeune, 1675), basilique Notre-Dame Virga-Jessé, Hasselt

### XVIIIesiècle
Les plus grands noms de la sculpture liégeoise du XVIIIe siècle : le susmentionné Cornélis Vander Veken (1666-1740), Renier Panhay de Rendeux (1684-1744), Jacques Vivroux (1703-1777), Guillaume Évrard (1709-1793) et François-Joseph Dewandre (1758-1835). Vivroux réalisa un grand nombre de statues de Saints préservées de nombreuses églises liégeoises. Évrard conçut les monuments funéraires de trois princes-évêques dans la cathédrale Saint-Lambert : en 1744, le mausolée de Georges-Louis de Berghes (en grande partie détruite), en 1763 celui de Jean-Théodore de Bavière (détruit) et en 1772 celui de Charles-Nicolas d'Oultremont (déplacé à la chapelle du château de Warfusée). Après la mort de François-Charles de Velbrück en 1784, Dewandre a été commandité pour réaliser son monument funéraire dans la cathédrale Saint-Lambert déplacé, à la révolution liégeoise, dans le cloître de la cathédrale Saint-Paul.
Le sculpteur namurois Denis-Georges Bayar (1690-1774) reçut de nombreuses commandes d'abbayes et de collégiales de la principauté (notamment à Gembloux, Floreffe, Walcourt, Heylissem, Averbode, Saint-Trond, Hakendover et Maastricht).Laurent Delvaux, sculpteur né à Gand, vécut une grande partie de sa vie dans la ville de Nivelles, mais il travailla dans les environs des Pays-Bas méridionaux et au-delà. Le sculpteur flamand Gabriel de Grupello, célèbre en son temps, fut principalement présent à Bruxelles et Düsseldorf, mais s'installa à la fin de sa vie au château de Erenstein (nl) à Kerkrade. Les architectes d'Aix-la-Chapelle Johann Joseph Couven et Jakob Couven (nl) édifièrent quelques fontaines dans les espaces publics. Johann Joseph dessina en 1735 le bassin en pierre dur de la Karlsbrunnen (Fontaine de Charles).

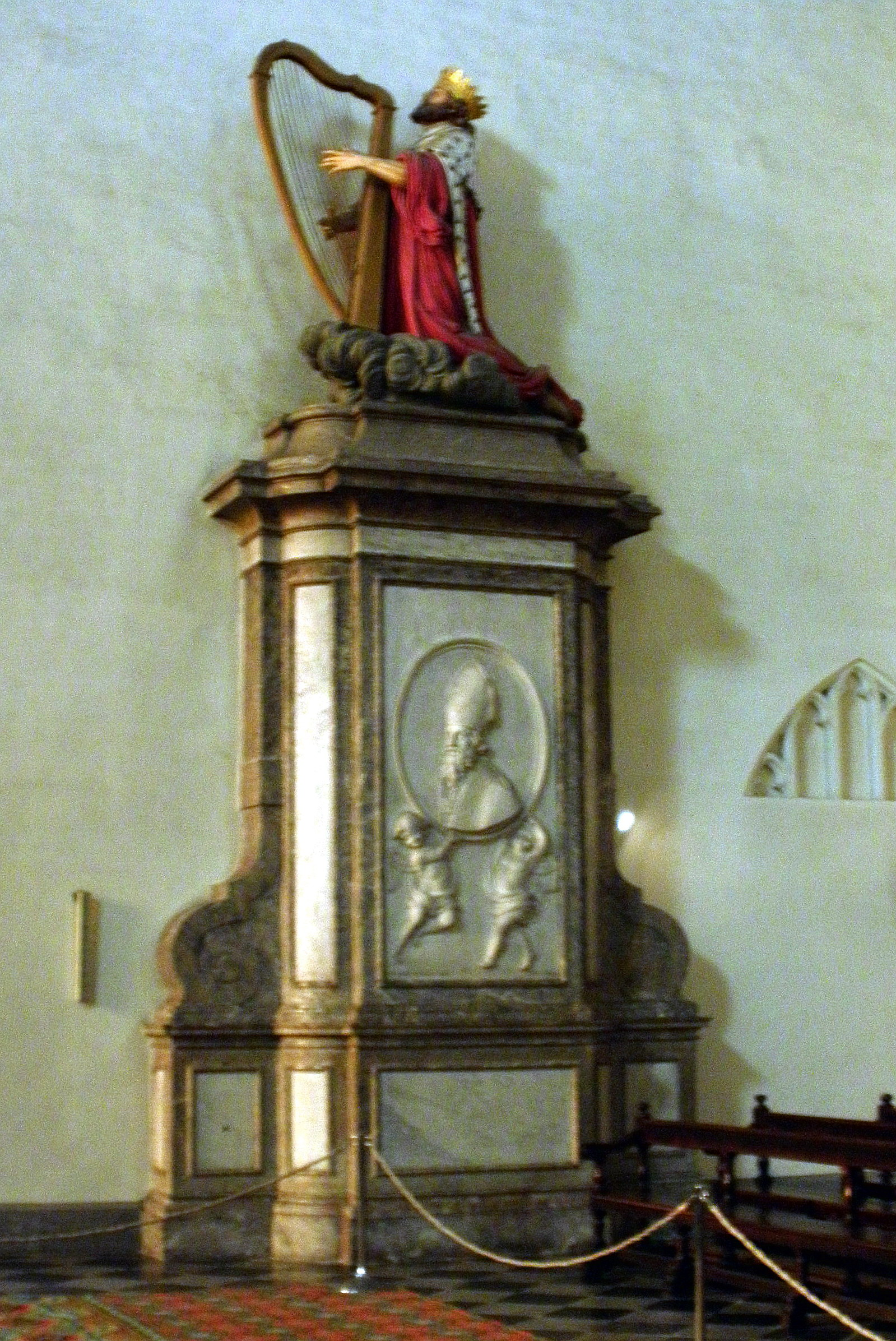
Roi David, basilique Saint-Servais, Maastricht (Denis-Georges Bayar, 1732)
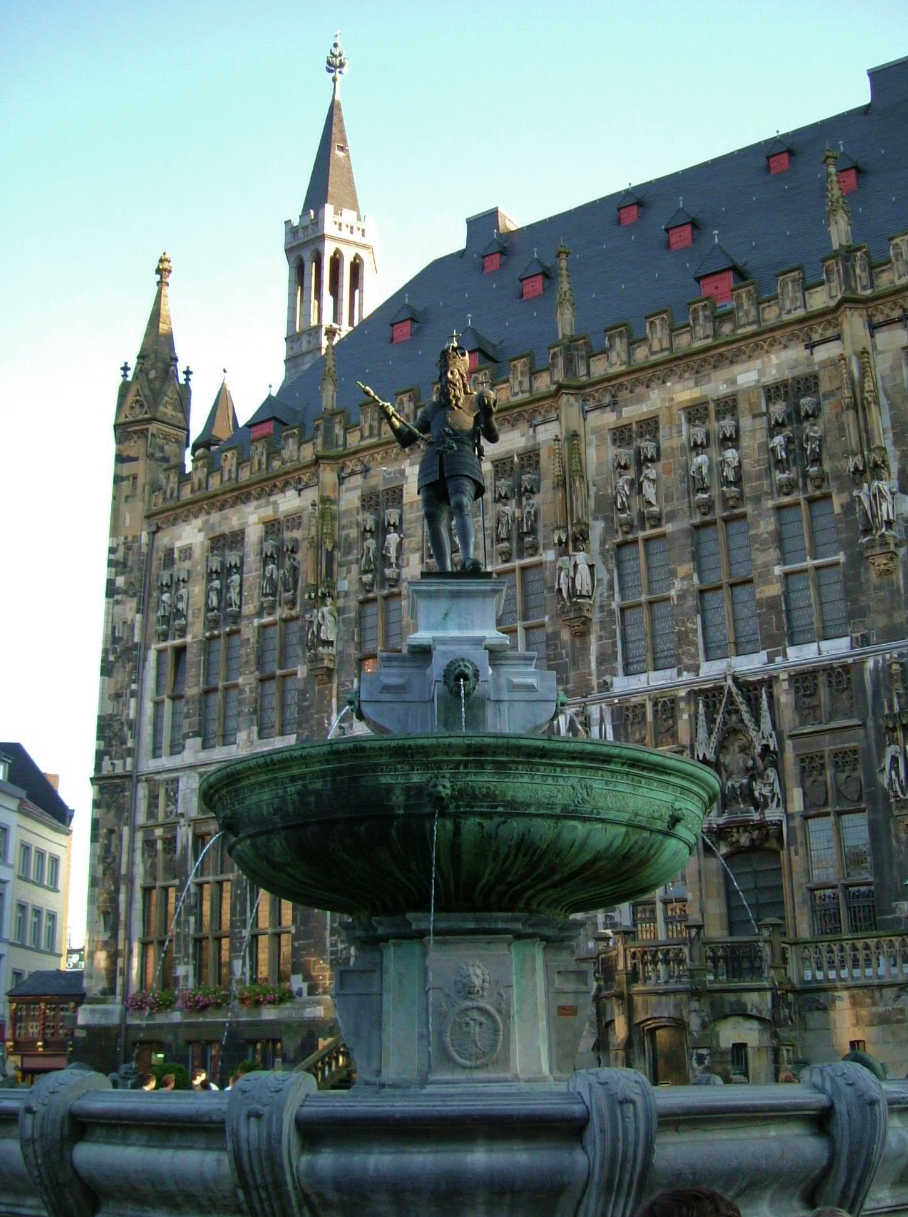
Fontaine de Charles, Aix-la-Chapelle (Johann Joseph Couven, 1735)
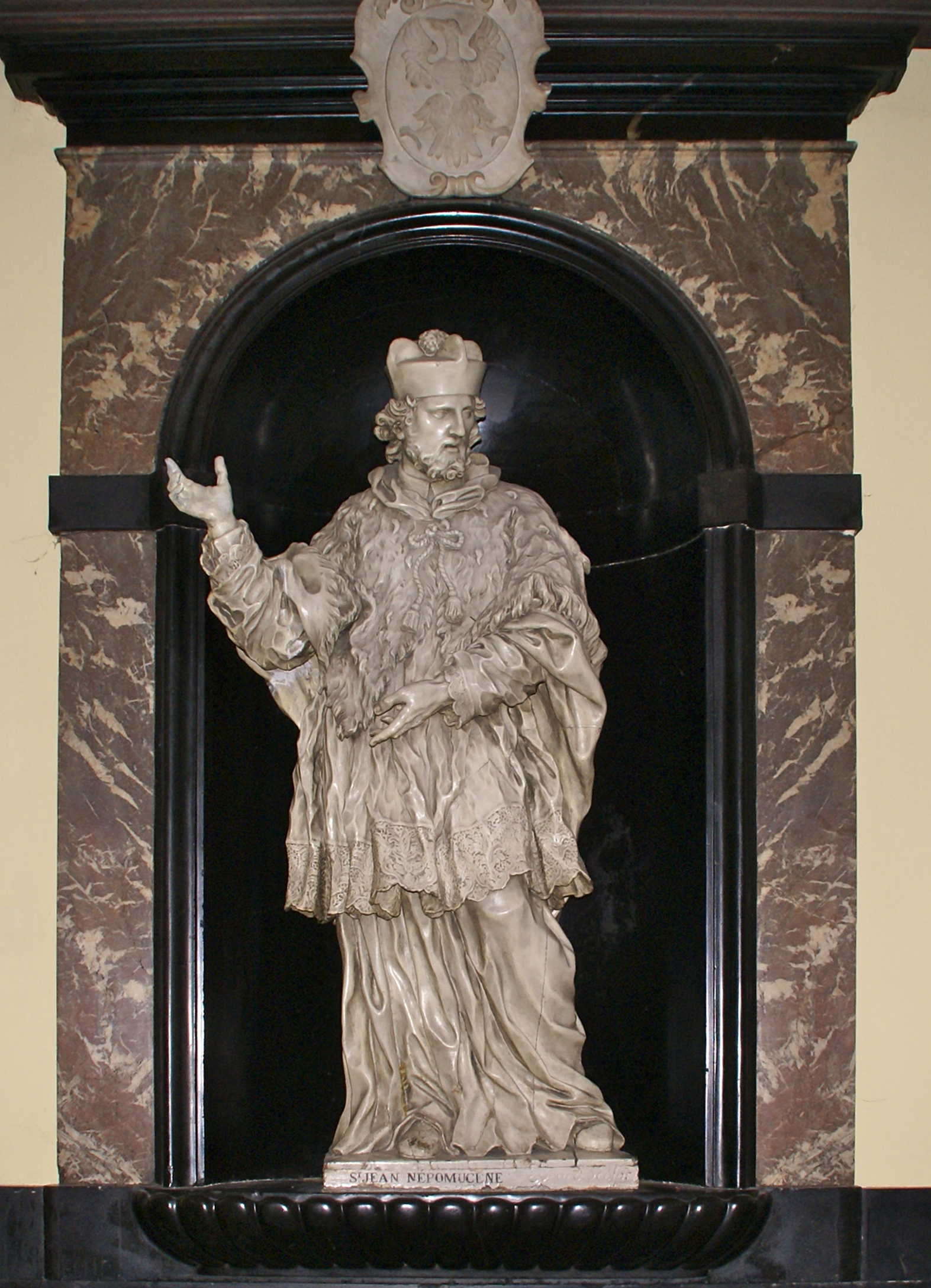
Jean Népomucène, collégiale Saint-Denis, Liège (Guillaume Évrard, c. 1746)
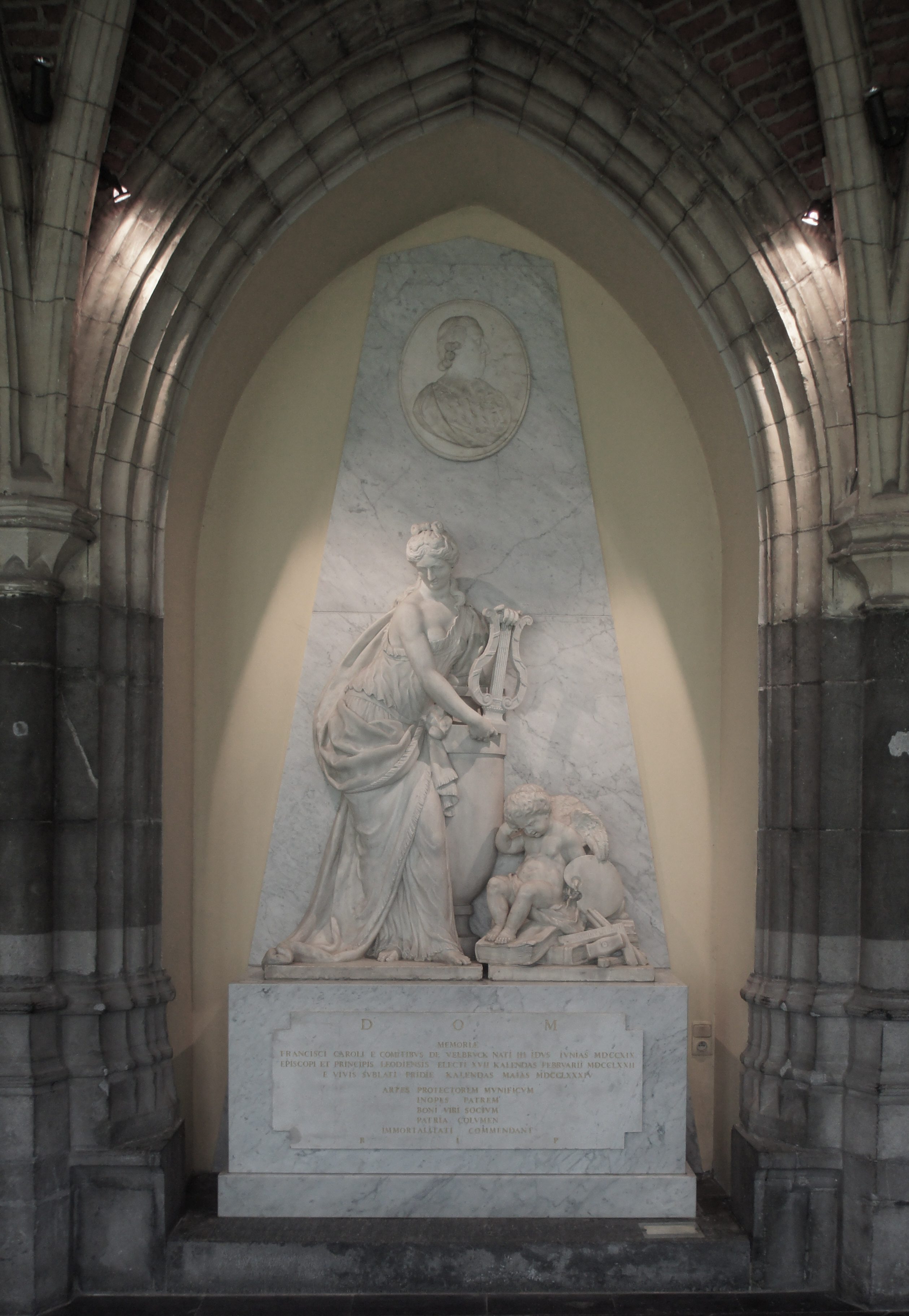
Monument funéraire de Velbrück , cathédrale Saint-Paul, Liège (François-Joseph Dewandre, 1784)

## Architecture
L'architecture baroque développée en Italie n'a pas pris tout de suite dans la principauté de Liège. Quelques églises jésuites et augustiniennes furent construites principalement après le XVIIe siècle à Liège et dans le pays mosan dans le style architectural local, le style mosan. Le classicisme hollandais nait avec la construction de l'hôtel de ville de Maastricht. Dans la première moitié du XVIIIe siècle, en raison d'une prospérité accrue, un grand nombre d'élégantes maisons de ville et maisons de campagne sont édifiées dans la région. Initialement seuls des architectes étrangers (tels que Lukas von Hildebrandt, Johann Conrad Schlaun et Gaetano Matteo Pisoni) répondent à cette forte demande avant que des maîtres locaux s'y intéressent également. Dans la francophone de la principauté les principaux artisans de la seconde moitié du XVIIIe siècle sont Jean-Gille Jacob, Etienne Fayen, Barthélemy Digneffe, Jacques-Barthélemy Renoz et Ghislain-Joseph Henry. Dans la partie germanophone de la principauté et la ville impériale libre d'Aix-la-Chapelle, on retrouvait Laurenz Mefferdatis, Joseph Moretti, Johann Joseph Couven et Jakob Couven (nl). À Maastricht dans la seconde moitié du XVIIIe siècle est présente une famille d'architectes de premier plan, la famille Soiron originaire de Liège : les frères François (nl) et Matheius Soiron (nl) construisirent principalement dans la région de la frontière allemande ; Mathias Soiron (nl), le fils de Matheius, fut quant à lui particulièrement actif à Maastricht et ses environs.

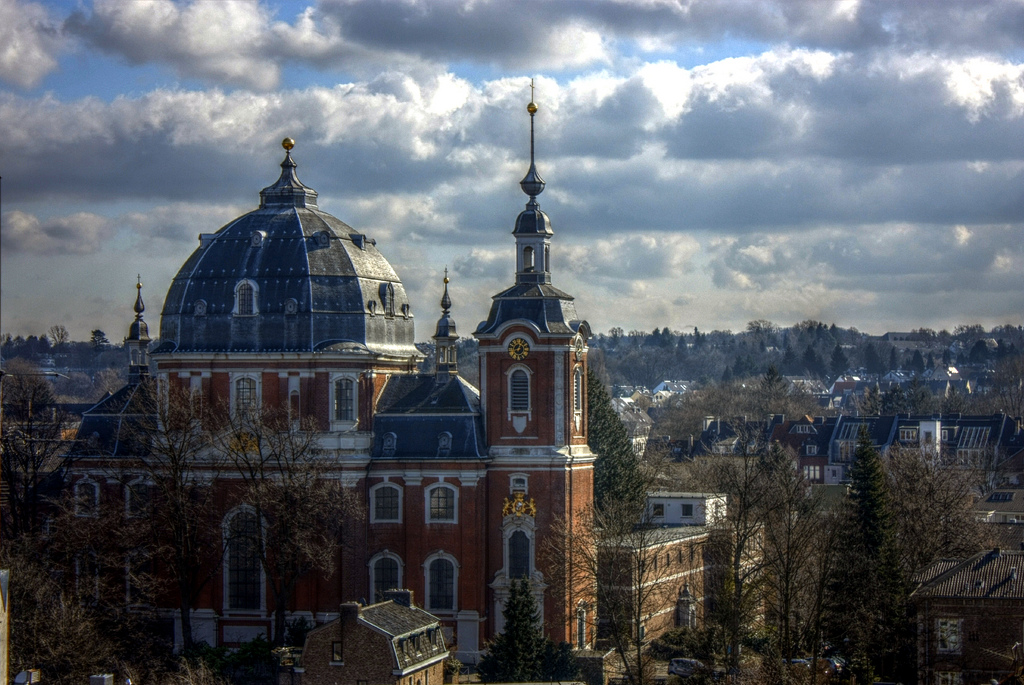
Abbaye de Burtscheid (Johann Joseph Couven, 1730-1748)
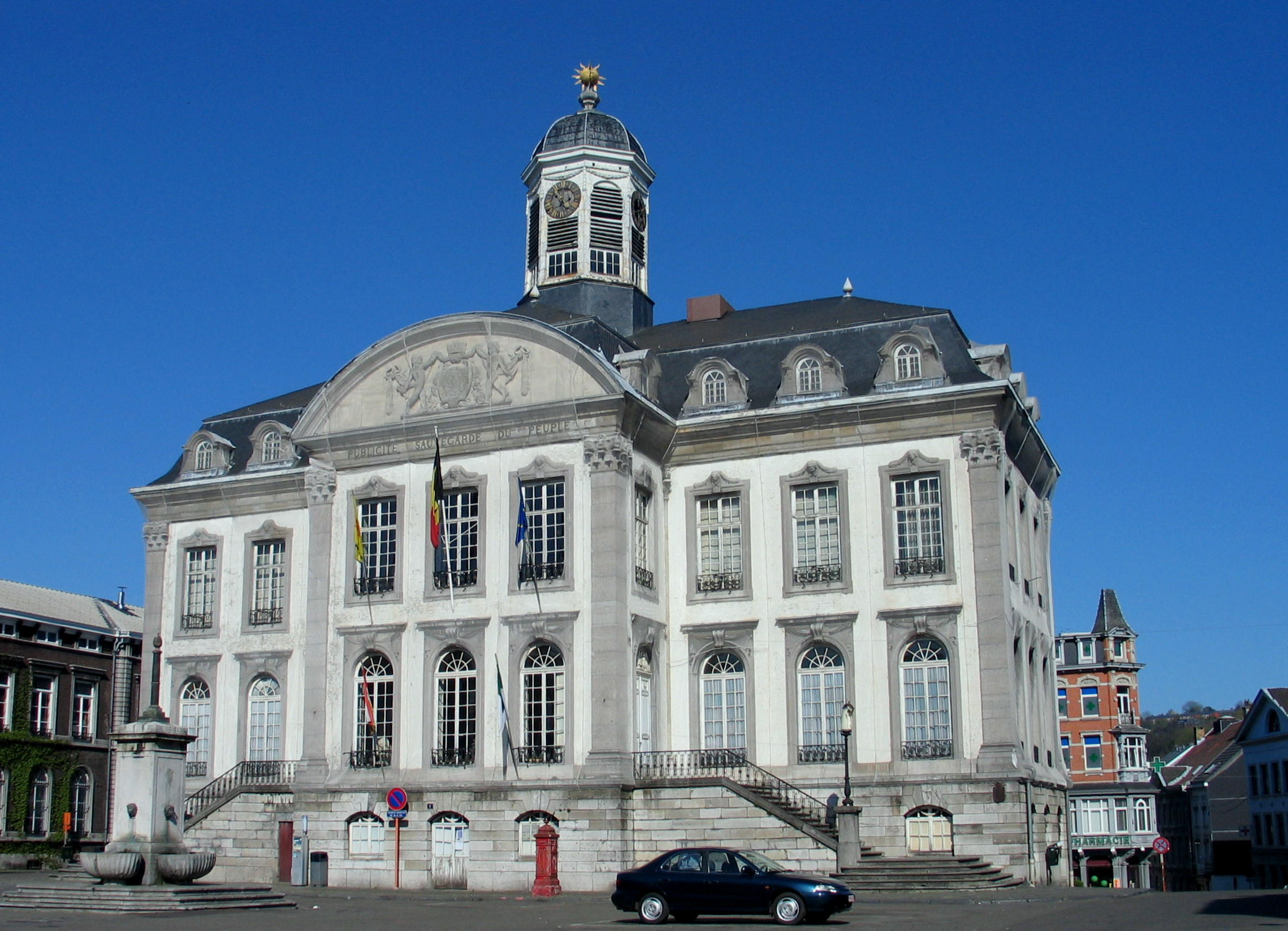
Hôtel de ville de Verviers (Jacques-Barthélemy Renoz, 1775)
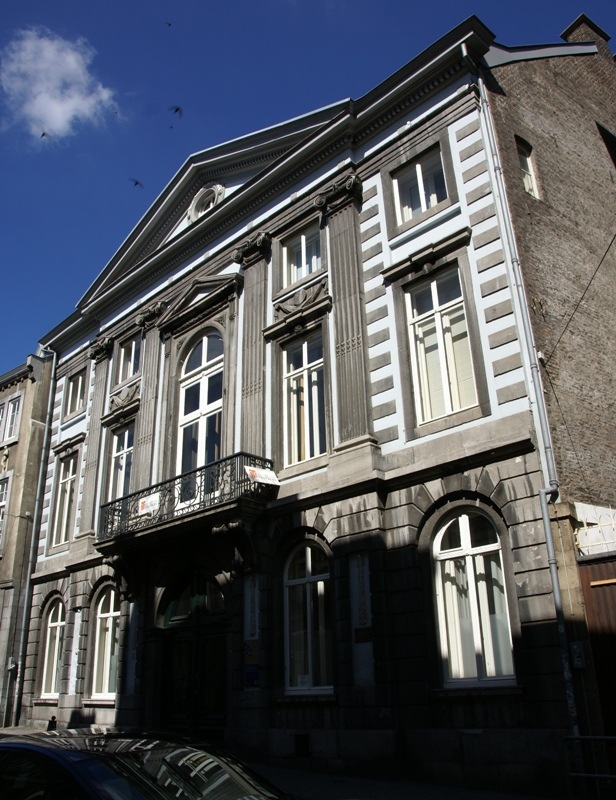
Maison Soiron, Maastricht (Mathias Soiron (nl), 1777)
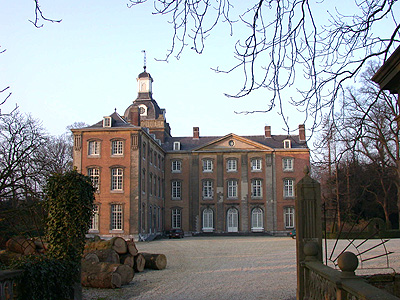
Château Amstenrade (Barthélemy Digneffe, 1781)

## Arts appliqués
Dans le XVIIIe siècle sont bâtis à Maastricht, Aix-la-Chapelle, Liège ainsi que dans d'autres villes de la principauté de Liège de nombreux et somptueux palais et châteaux décorés selon les dernières modes françaises (styles Louis XIV, Régence, Louis XV et Louis XVI). Cela a conduit à une période d'épanouissement pour les arts appliqués (design d'intérieur, décorations de stuc, meubles, horloges, verre, porcelaine et argenterie). En plus des styles d'intérieur français habituels, des influences locales sont bien visibles. Dans les collections des Musées royaux d'art et d'histoire de Bruxelles (M.R.A.H.) à Bruxelles, des musées de Liège Grand Curtius et Musée d'Ansembourg, du Musée au Vrijthof de Maastricht et du Musée Couven d'Aix-la-Chapelle, des chambres avec lambris, meubles, horloges et autres objets décoratifs de cette époque sont représentés. En outre, les intérieurs des hôtels de ville de Liège, Maastricht et Aix-la-Chapelle ainsi que d'innombrables maisons nobles et bourgeoises dans toute la région donne une bonne image de l'apogée du baroque liégeois.

### Intérieurs d'église
Vers 1700, Daniël van Vlierden (en) d'Hasselt fabrique les confessionnaux baroques de l'église des Dominicains de Maastricht, situés aujourd'hui dans la basilique Saint-Servais. L'autel baroque de Jean Del Cour provenant de l'église de l'abbaye de Herkenrode se dresse maintenant dans la basilique Notre-Dame Virga-Jessé à Hasselt. L'orgue Le Picard datant de 1750 de la basilique Notre-Dame de Tongres est orné de sculptures très exubérantes par Jean-Pierre Heuvelman. Des chaires et d'autres meubles d'église de l'architecte Mathias Soiron (nl) sont préservés notamment dans la basilique de Saint-Servais de Maastricht. Johann Adam Schöpf (nl) décore en 1751 l'intérieur de l'église Saint-Gerlac (nl) à Houthem avec des fresques de style rococo sud allemand. L'architecte Johann Joseph Couven conçut des autels baroques, des chaires et des coffrets d'orgue dans des églises à Aix-la-Chapelle, Kornelimünster, Eupen et Kerkrade.

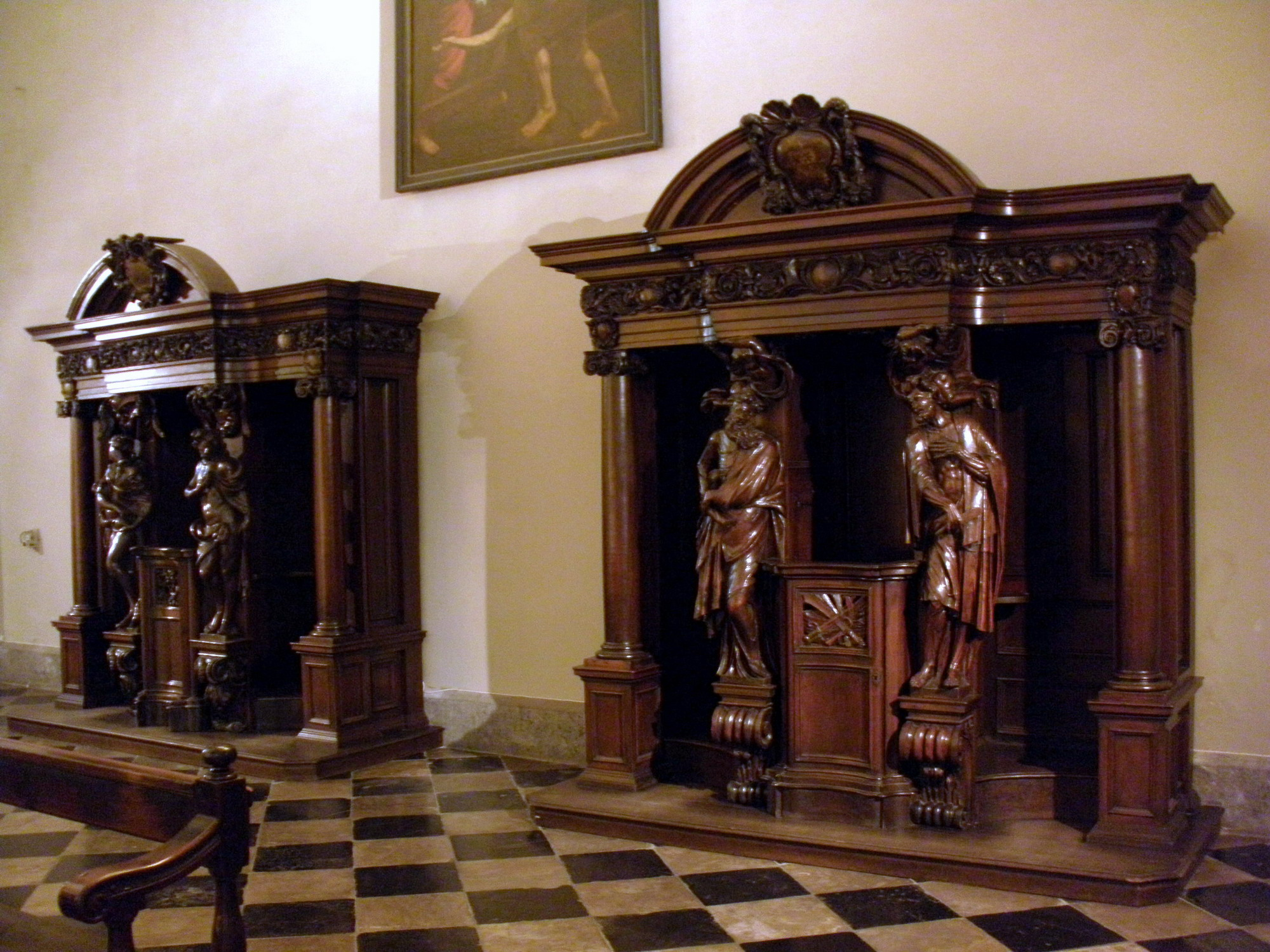
Confessionnaux de l'basilique Saint-Servais, Maastricht (Daniël van Vlierden (en), c. 1700)
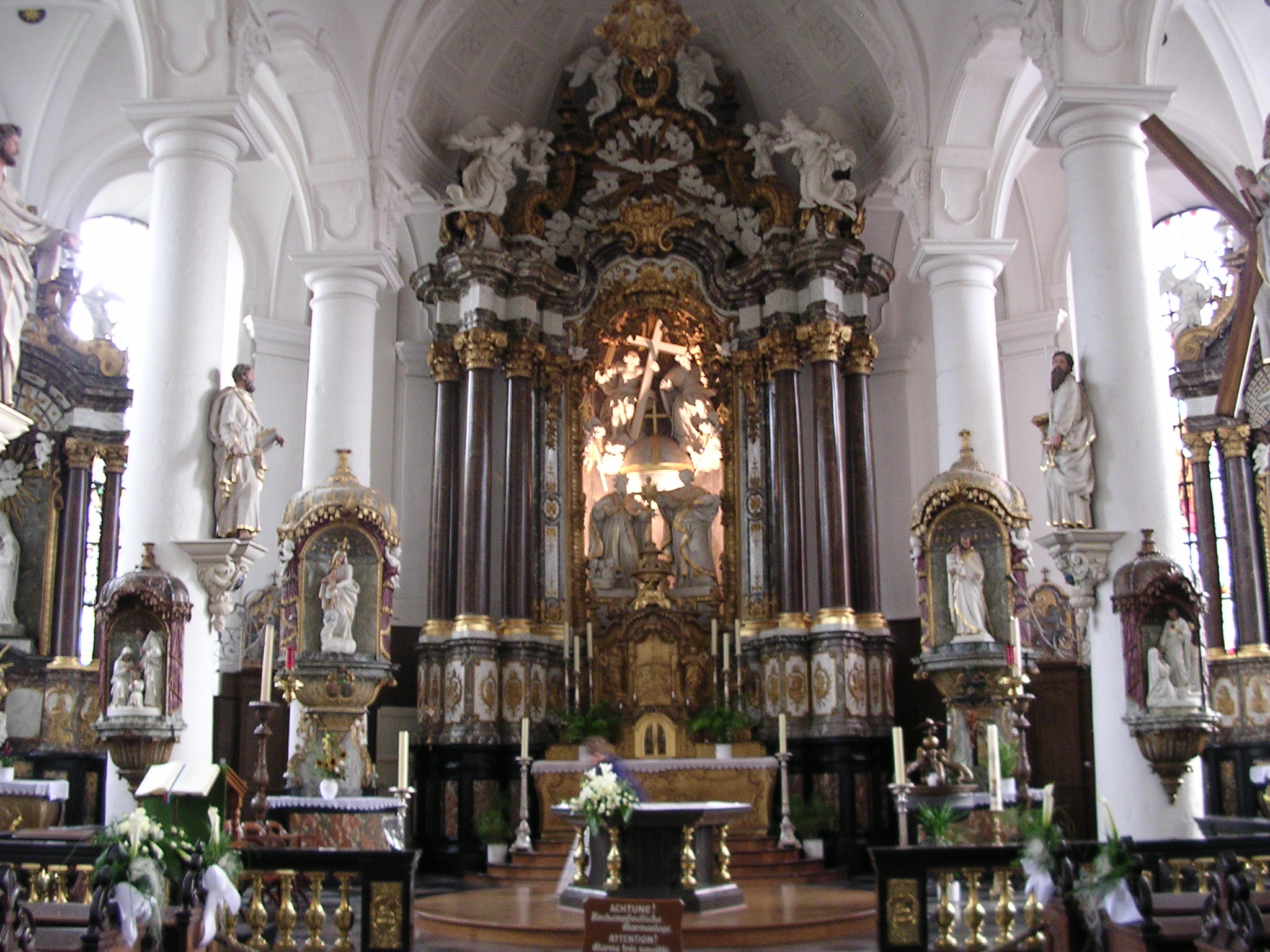
Intérieur de l'église Saint-Nicolas, Eupen (Johann Joseph Couven, 1744)
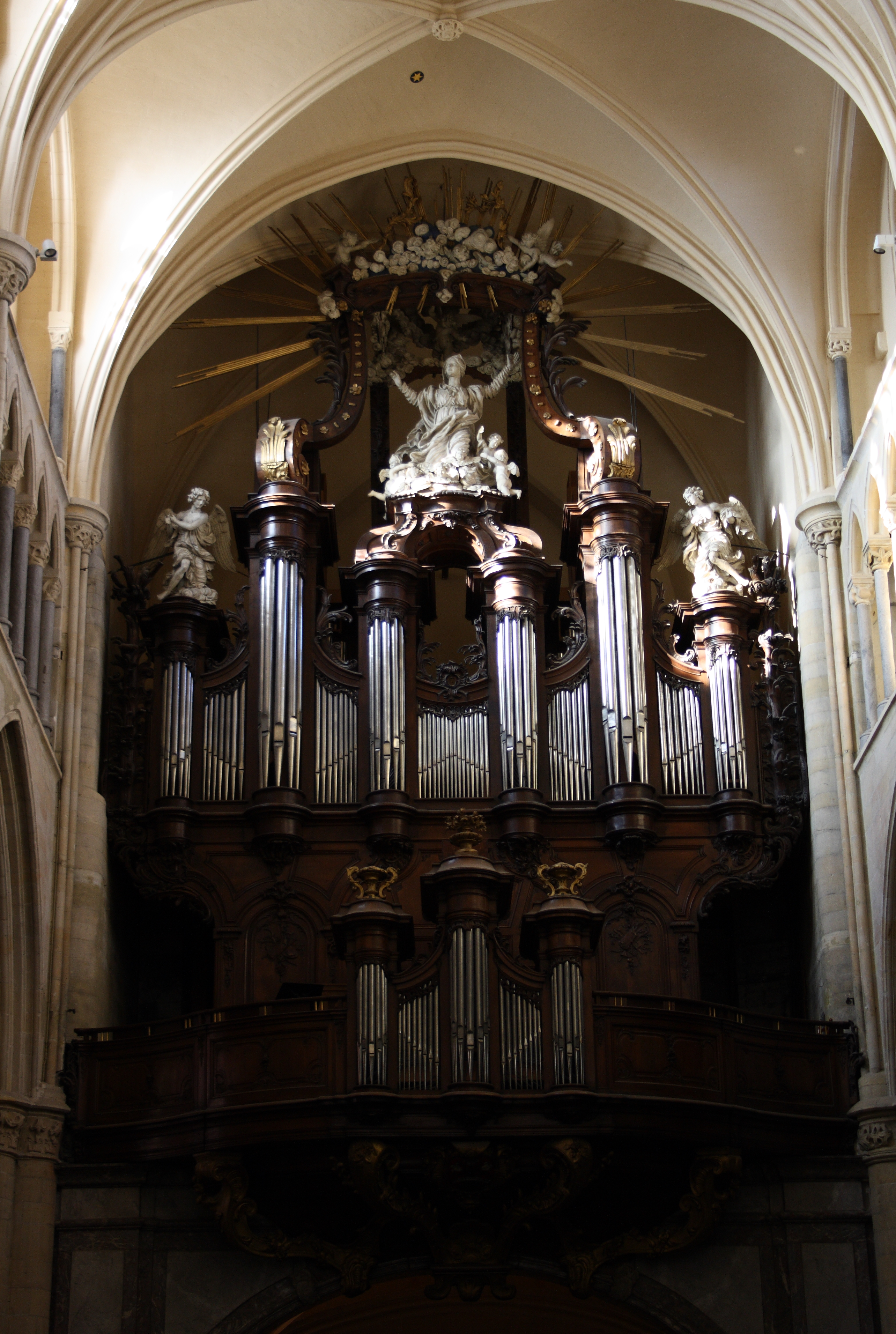
Basilique Notre-Dame, Tongres (Jean-Pierre Heuvelman, 1750)
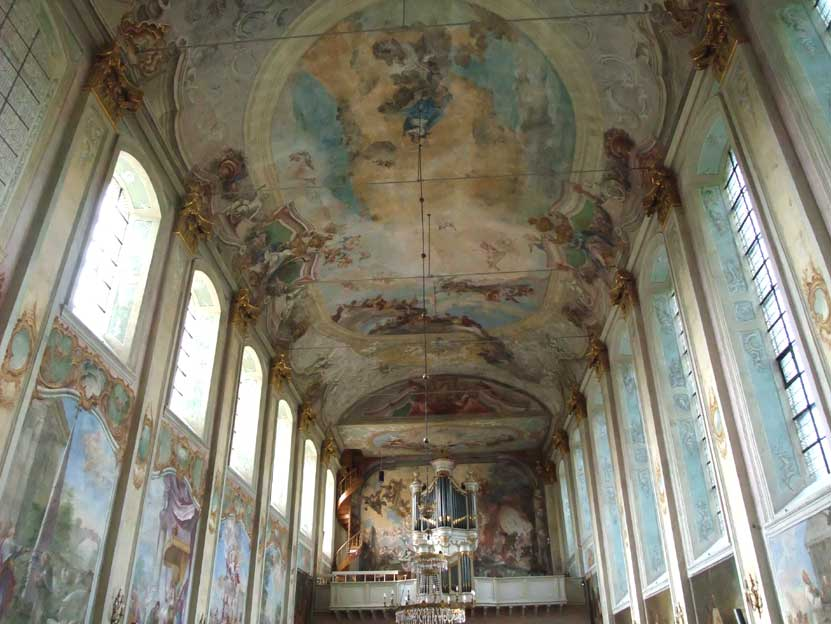
Fresques de l'église Saint-Gerlac (nl), Houthem (Johann Adam Schöpf (nl), 1751)

### Décoration et stuc ornemental
Une partie importante de la décoration d'intérieur du XVIIIe siècle était en stuc, souvent intégré au plafond, aux peintures murales et aux boiseries des chambres. Les stucateurs François de Tombay, Antoine-Pierre Franck en François-Joseph Duckers ont été particulièrement actifs dans la partie francophone de la principauté. Dans les années 1720, l'Italien Tomaso Vasalli fut employé à Liège, Maastricht, Eupen et Aix-la-Chapelle. Joseph Moretti était avant tout architecte, mais était issu d'une famille de plâtriers italiens. Il conçut notamment la bibliothèque de rococo de l'abbaye de Rolduc. À la fin du XVIIIe siècle, le stucateur Petrus Nicolaas Gagini (nl) originaire du canton du Tessin mais résidant à Maastricht amena dans les châteaux et maisons de ville de la région, où il travailla souvent avec les architectes Mathias Soiron (nl) et Jakob Couven (nl), des paysages de montagnes italiennes ainsi que d'autres scènes.

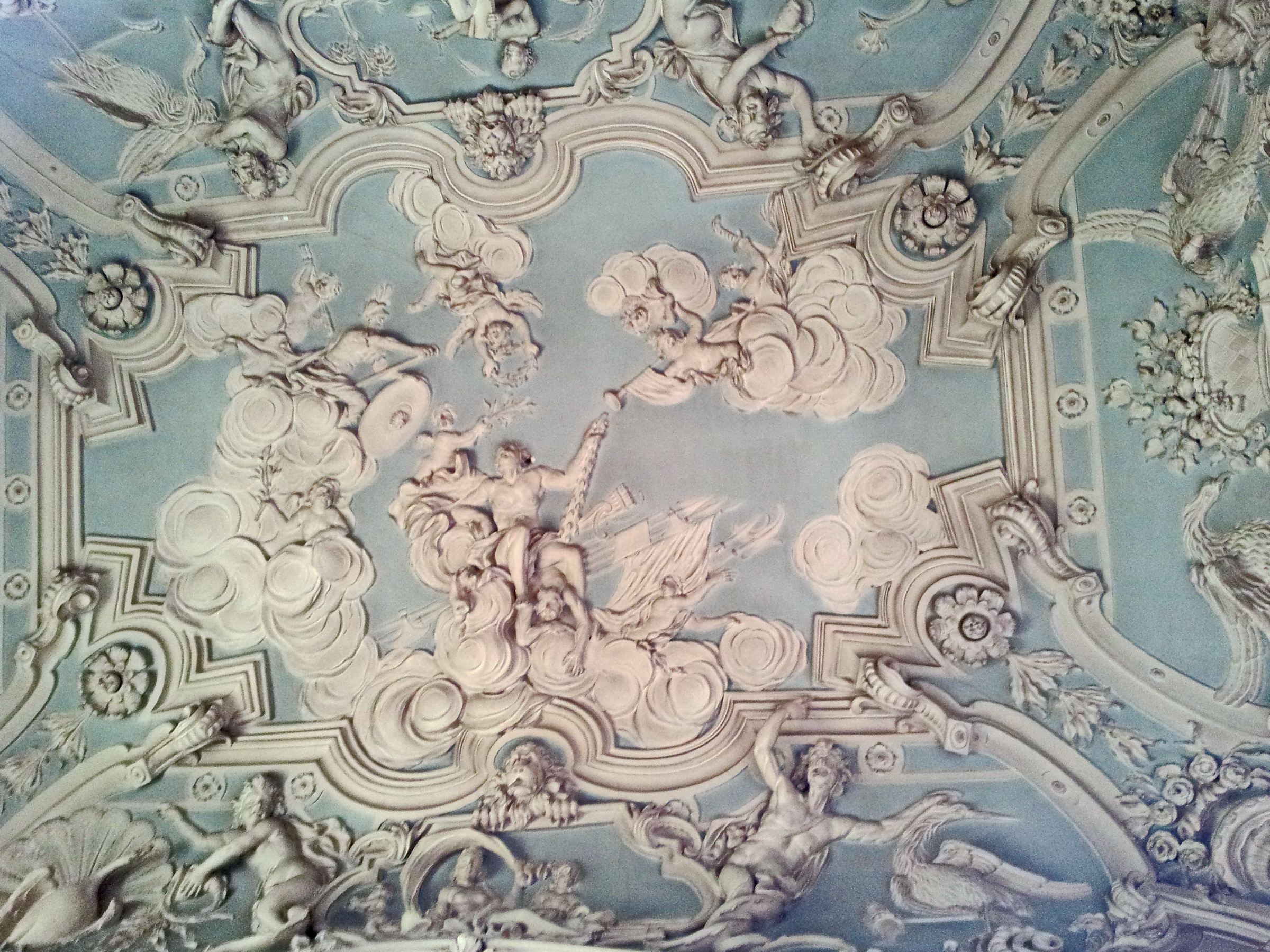
Musée d'Ansembourg, Liège (Tomaso Vasalli, c. 1735)
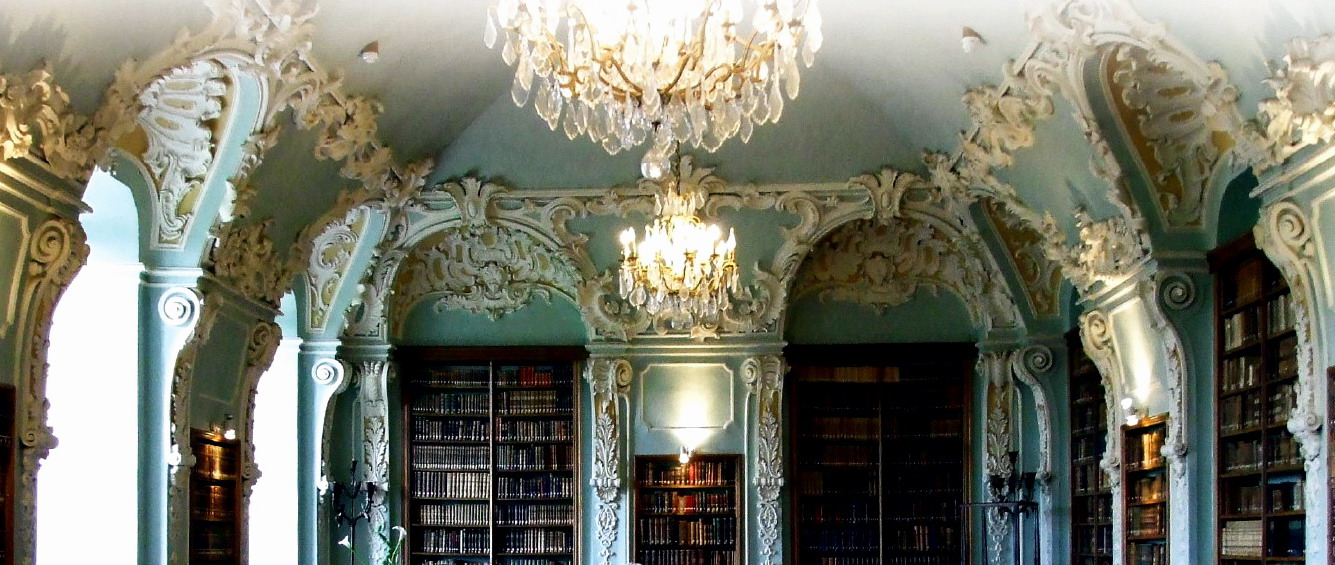
Bibliothèque de l'abbaye de Rolduc (Joseph Moretti, 1754)
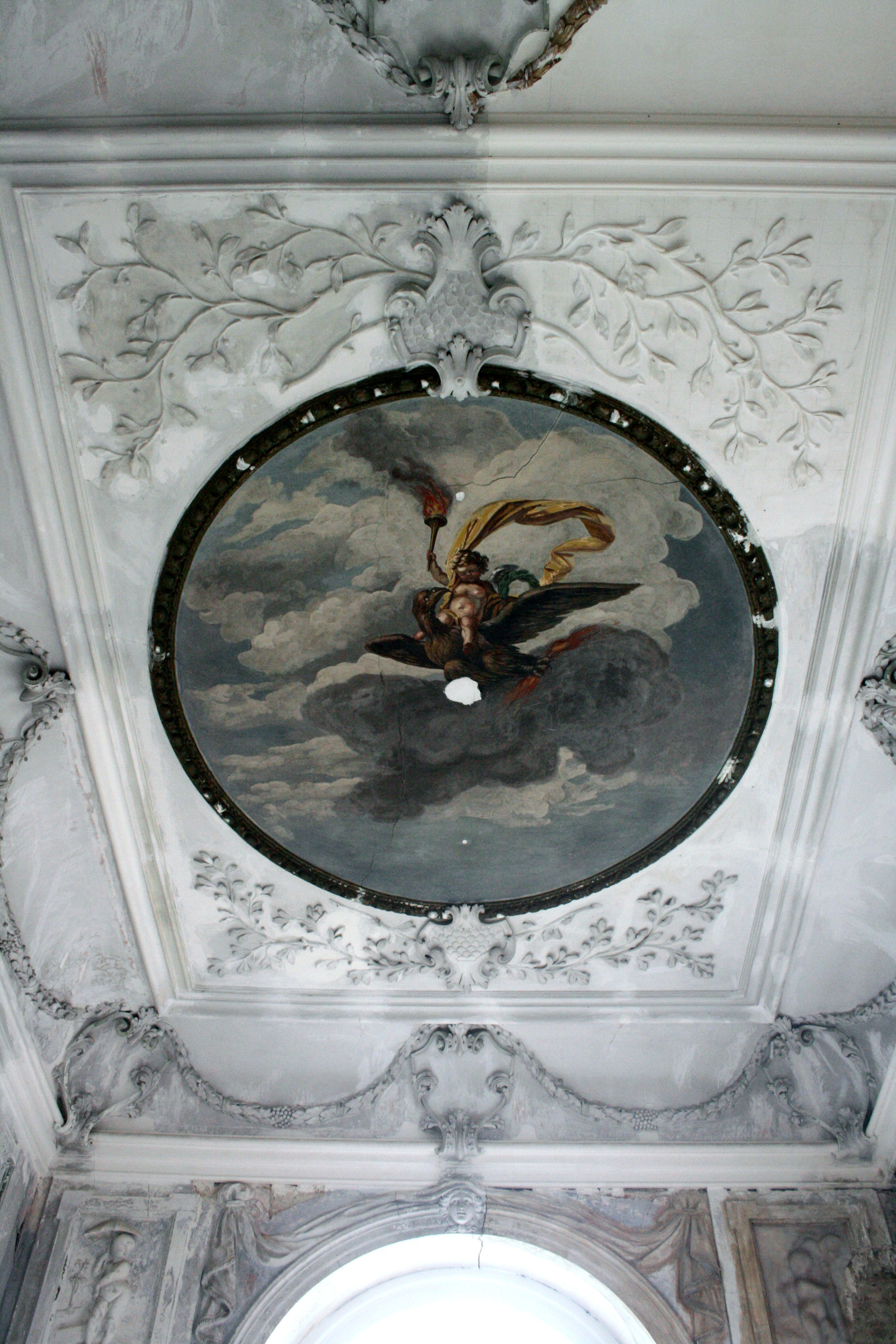
Waux-Hall, Spa (Antoine-Pierre Franck, c. 1770)

### Boiseries, meubles et horloges
Le musée Grand Curtius abrite des meubles liégeois, dont les plus anciens remontent au XVIe siècle. De 1730 à 1780, la fabrication des meubles de style Liège-Aix connait une période de prospérité. Faisant usage de modèles de fabrication française, les artisans de Liège, Verviers, Aix-la-Chapelle et Maastricht font preuve d'un goût raffiné pour les boiseries, meubles et horloges. Le mobilier fabriqué à Aix-la-Chapelle est généralement un peu plus robuste que celui fabriqué Liège. Des boiseries d'époque sont conservées dans la salle à manger du château d'Eijsden, le grand salon du château d'Hillenraad (nl), la salle de banquet du musée Couven et la salle Vilain XIIII du musée au Vrijthof. Liège comptait au XVIIIe siècle un grand nombre de fabricants de meubles mais aussi de nombreux horlogers tels que Henri Rossius, Mathieu-Joseph Boty, Arno Doyen, horloger à Maastricht et François de Beefe, qui travailla à la fois à Liège et Maastricht.

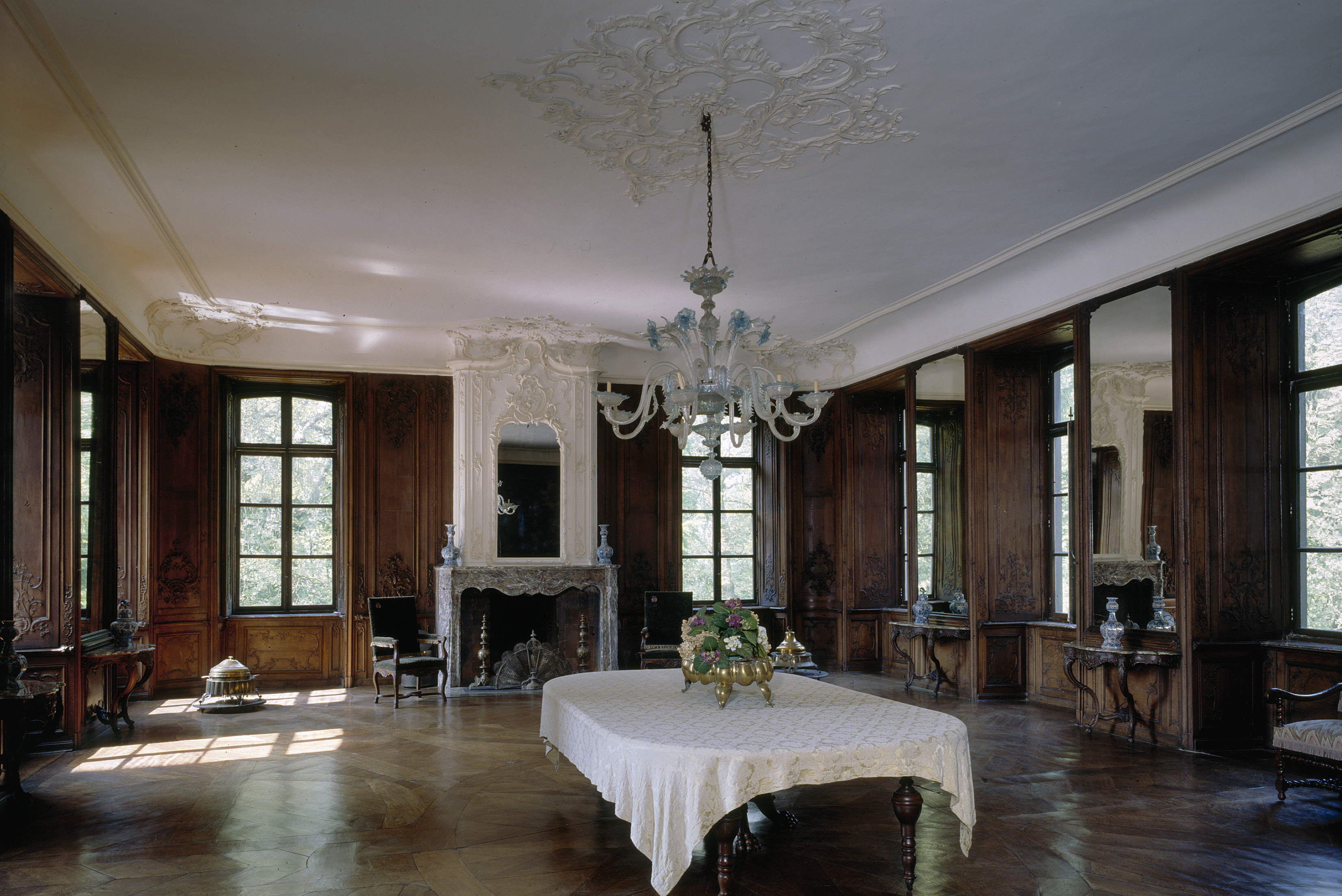
Salon du château d'Hillenraad (nl)
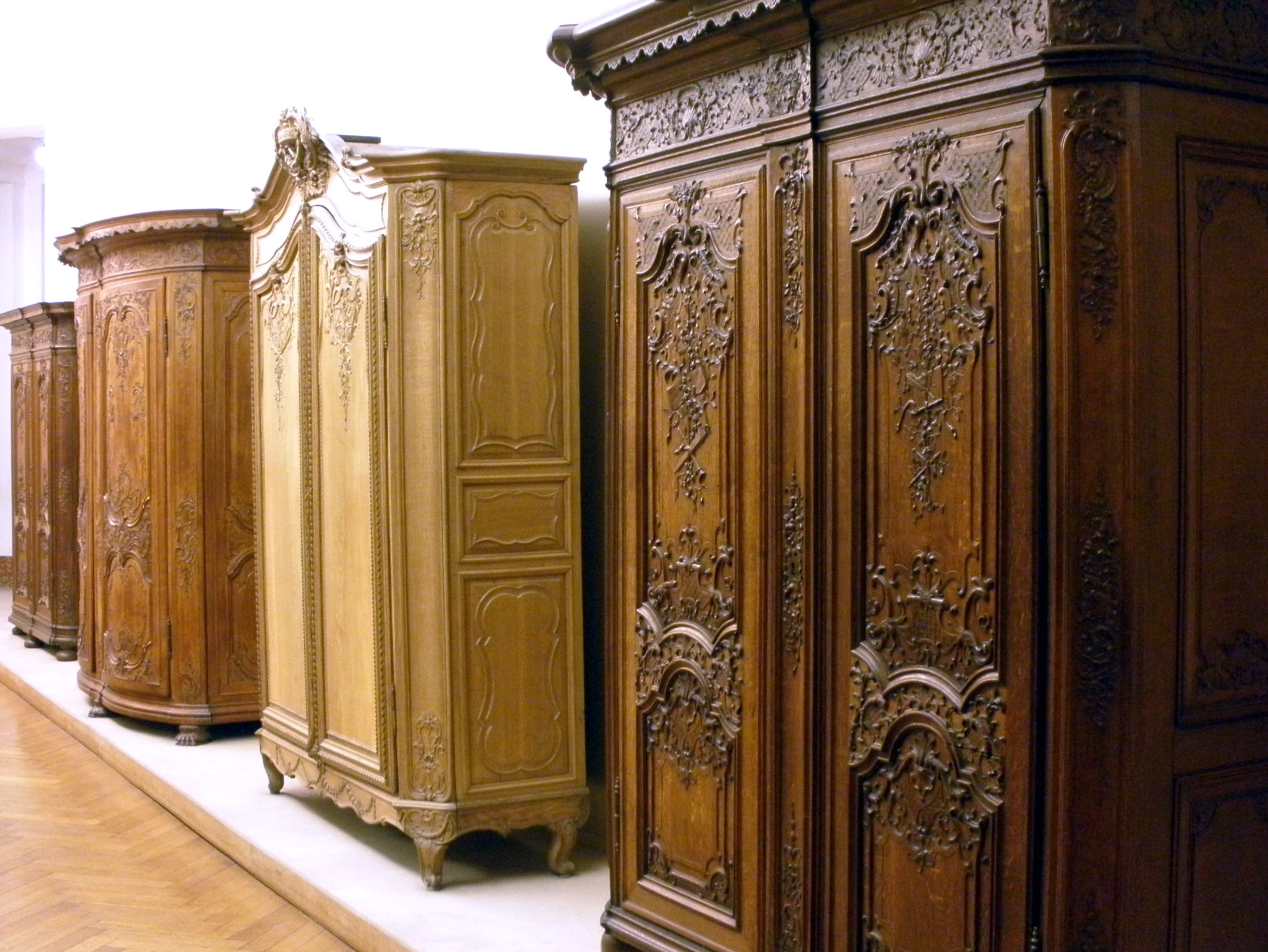
Armoires liégeoises, Musées royaux d'art et d'histoire de Bruxelles
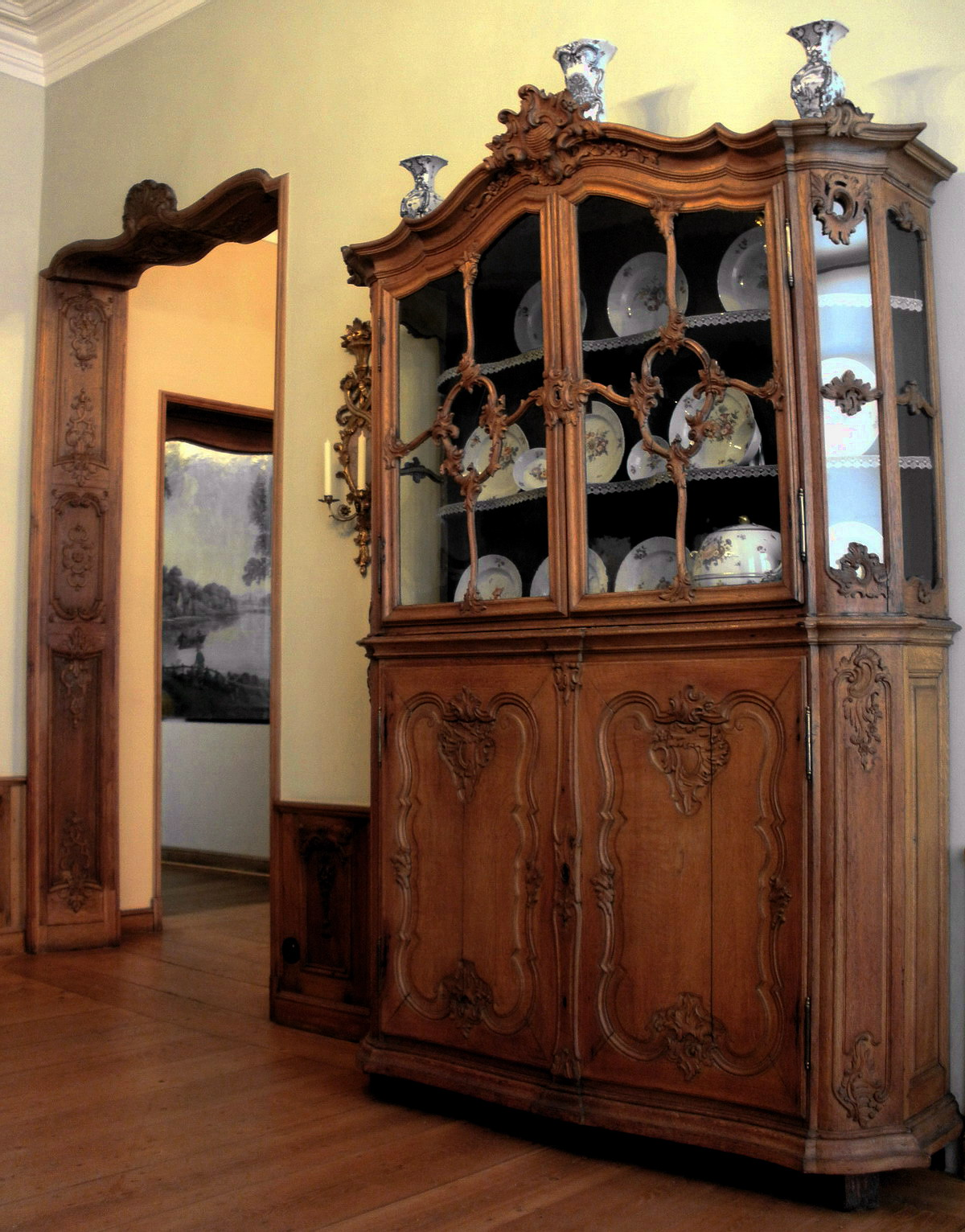
Armoire aixoise, musée Couven, Aix-la-Chapelle
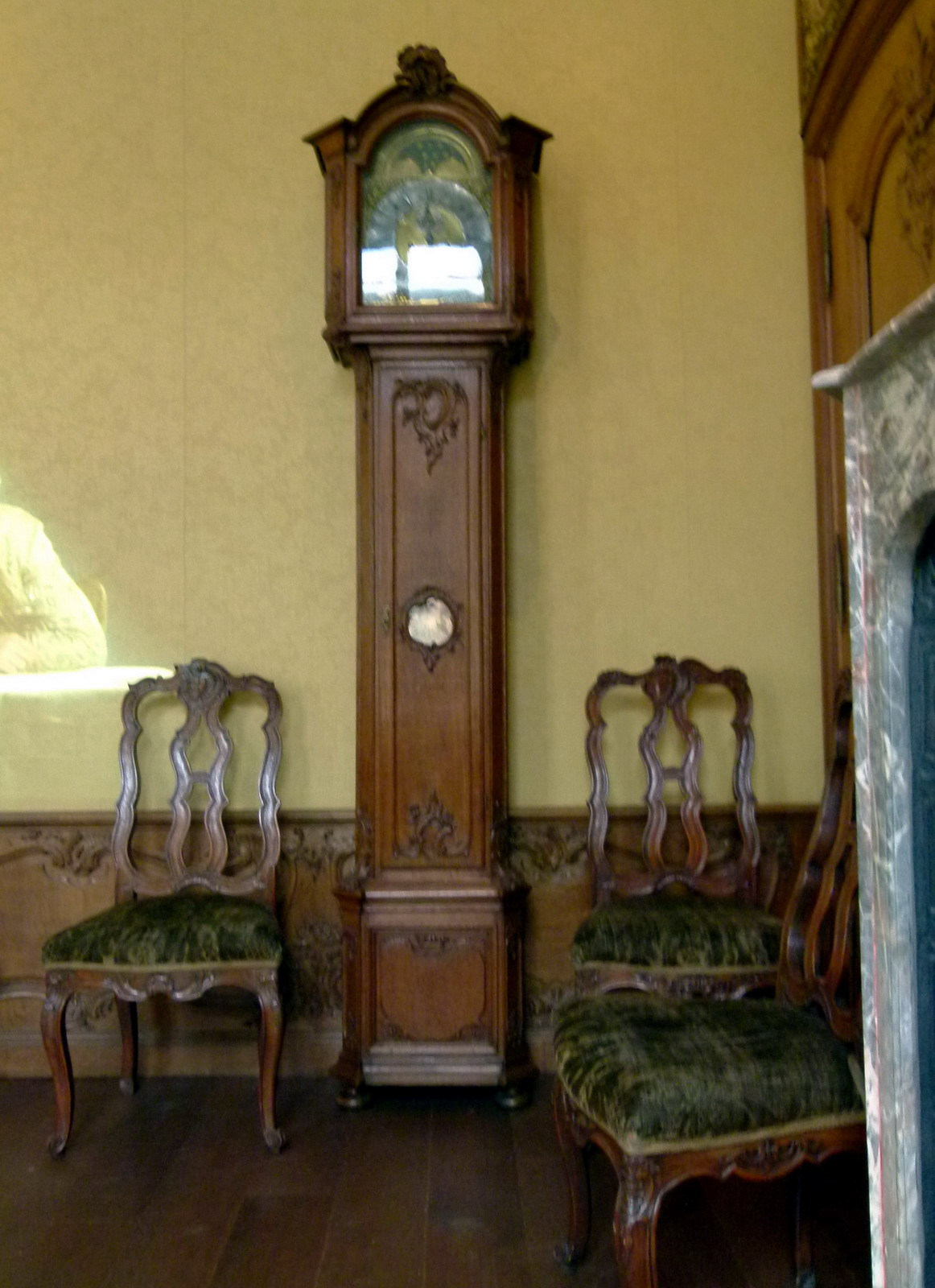
Horloge, musée au Vrijthof, Maastricht

### Argenterie et orfèvrerie
Comme les autres arts décoratifs, l'argenterie et orfèvrerie s'épanouissent au XVIIIe siècle, principalement dans le centre-ville de Liège. Dans cette ville, d'importantes quantités de pièces d'orfèvrerie furent produites à partir du milieu du XVIIe siècle, Henri de Flémalle était un nom bien connu de cette période. Au XVIIIe siècle, la production d'argent à Liège est en plein essor. Les maîtres de l'époque étaient Charles de Hontoir, Jean-François Knaeps, Guillaume-René Lamotte, Jean-Adrien Grossé, Arnold Weelen, Jacques-François Wéry, Jean-Melchior Dartois et Rémy-Joseph Renier. Les orfèvres sont actifs à Maastricht depuis le Moyen Âge mais la production d'argent ne date elle que du deuxième moitié du XVIIIe siècle. Parmi les artisans de l'argent maastrichtois les plus doués, on comptait Fredericus Wery, Joannes L'Herminotte, François Hourdoucq et Joseph Eymael. À Maaseik au XVIIe siècle, l'orfèvre le plus connu est sans aucun doute Frederik Malders. À Tongres, le meneur dans ce domaine était Jean Binon et ses fils. Aix-la-Chapelle comptait plusieurs familles de grands orfèvres, Von Rodt, Von Orsbach, Cremer et Moeren.

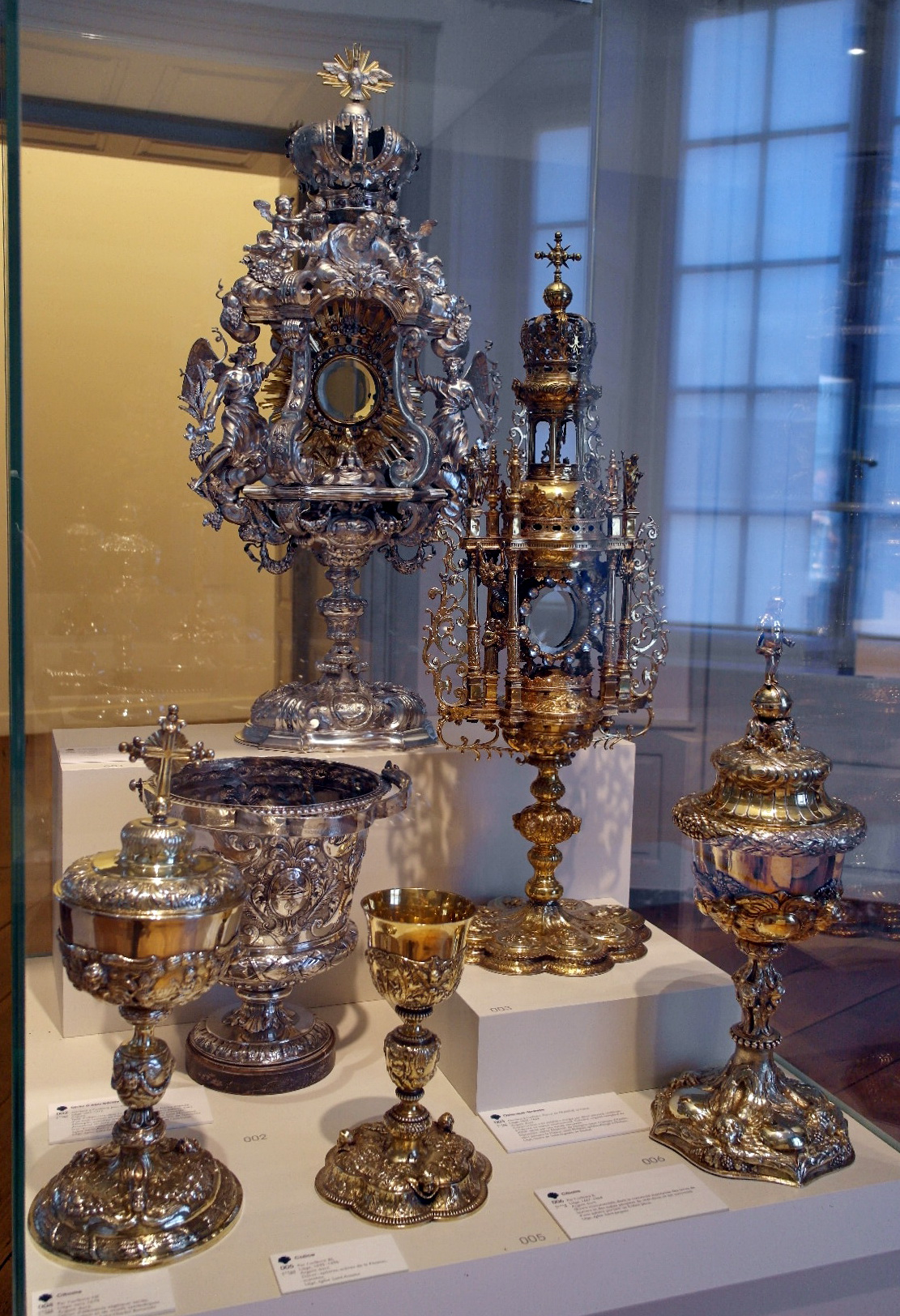
Orfèvreries liturgiques (Liège, XVIIe siècle), Grand Curtius, Liège
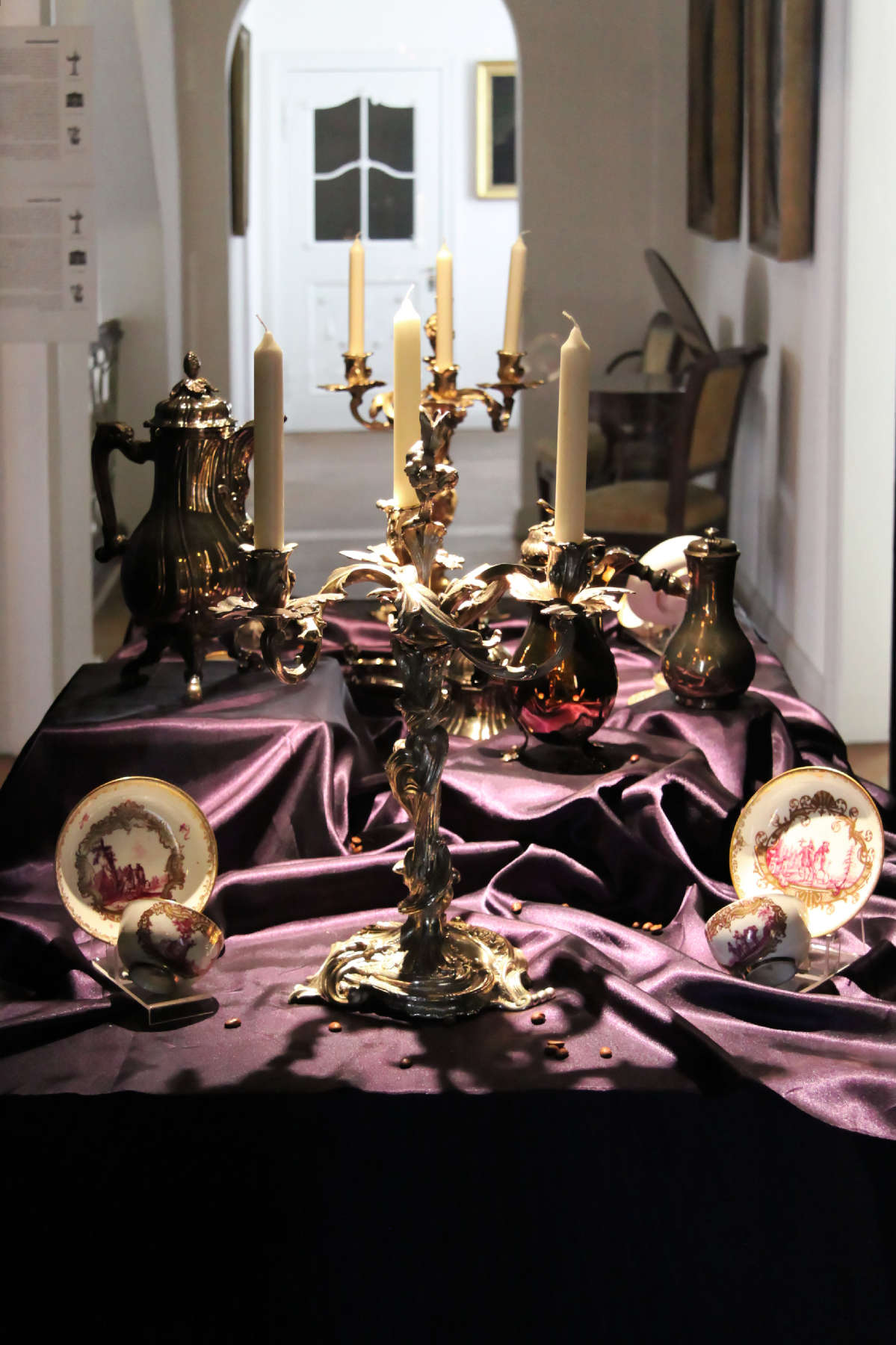
Cabinet d'argent dans le musée Couven, Aix-la-Chapelle
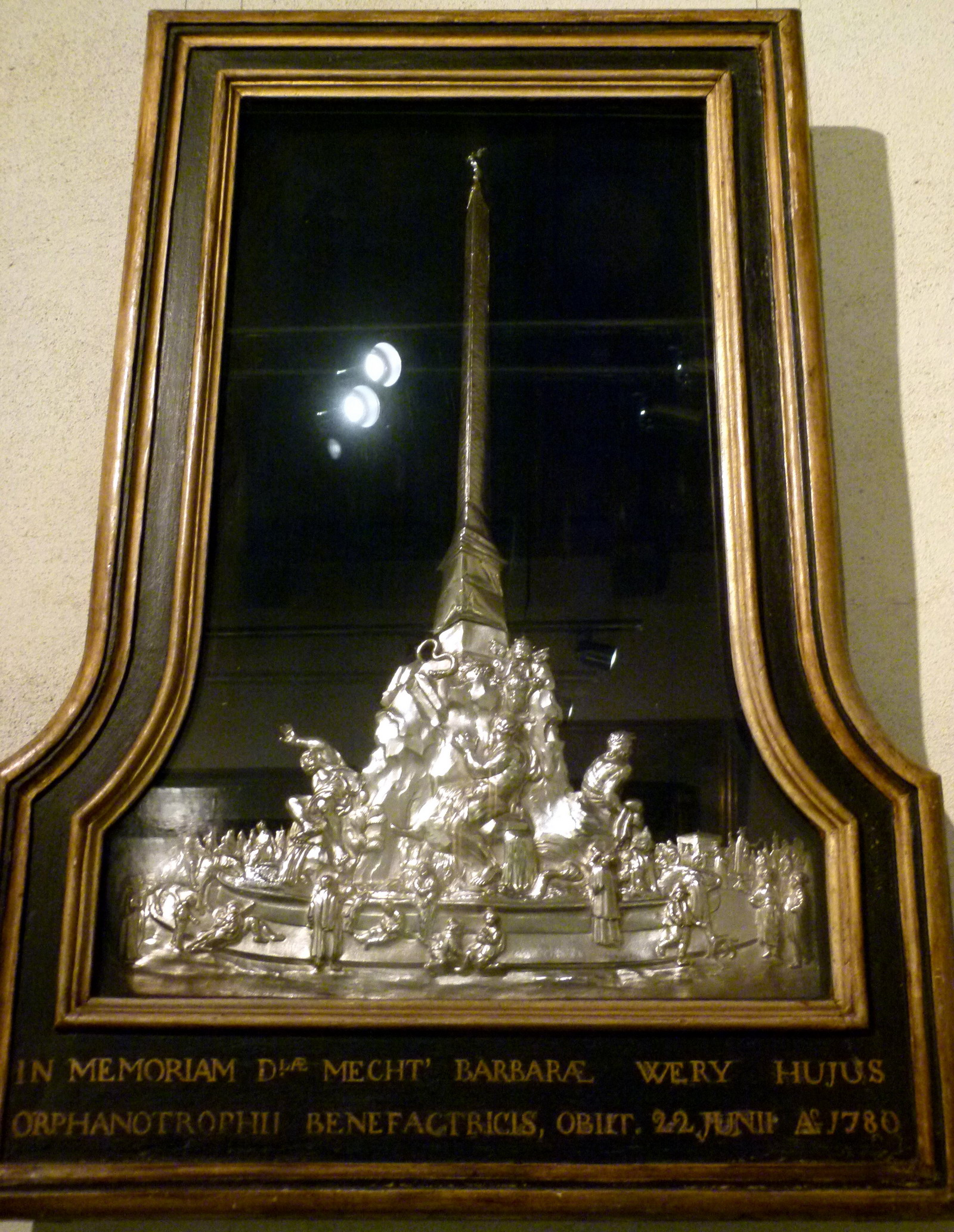
Fontaine du Bernin (Fredericus Wery, 1711), basilique Saint-Servais, Maastricht
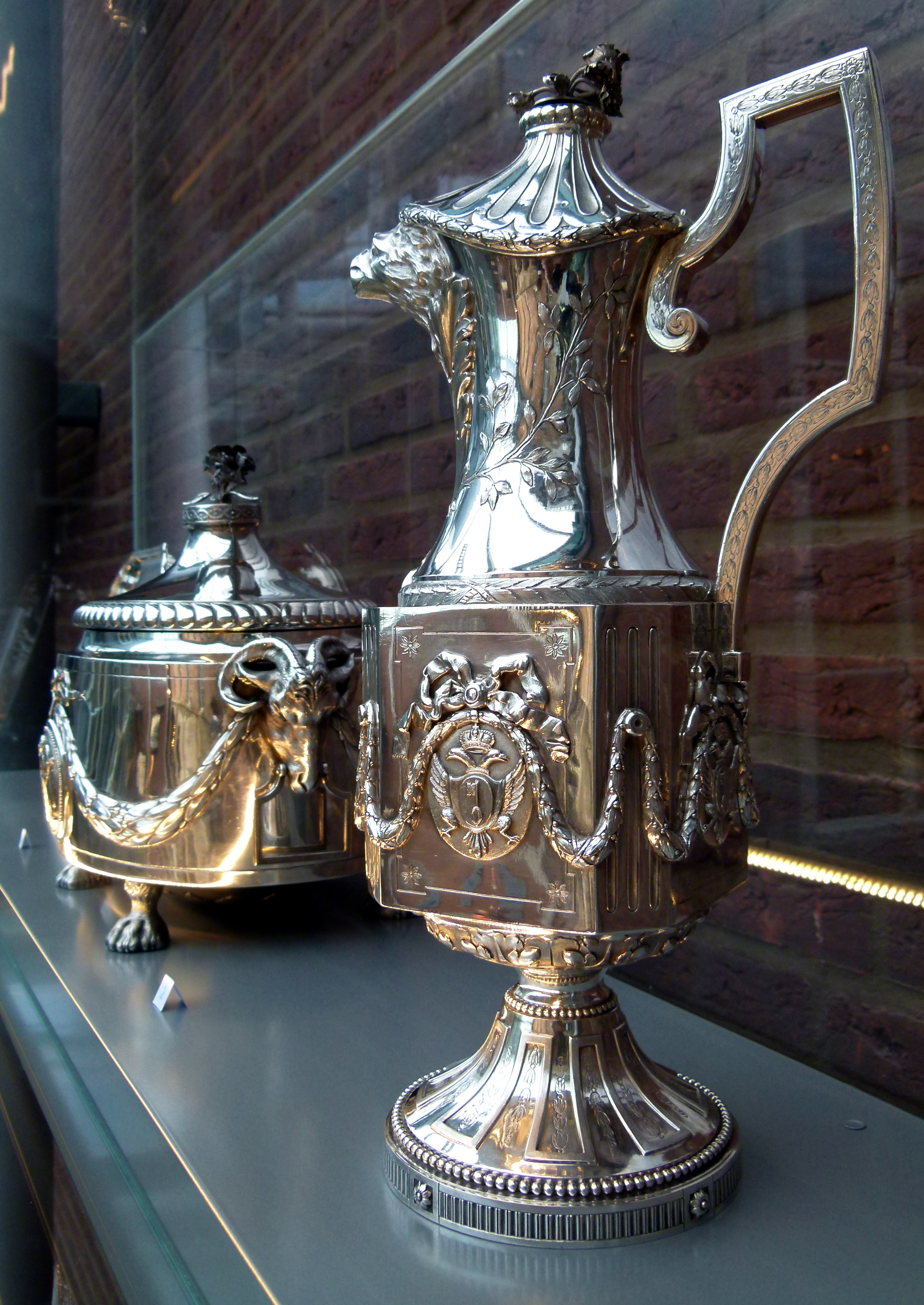
Cruche et soupière (Joseph Eymael, 1787), musée au Vrijthof, Maastricht

### Verre, poterie, ivoire et armes à feu
À Liège, se sont installées dans le XVIIe siècle plusieurs verreries employant des souffleurs de verre vénitiens, tel que Jean de Holstein qui produit des verres à vin avec des motifs en forme de bouton. Les verreries de Henri Bonhomme et ses descendants à Liège, Sint-Pieter, Maastricht et Smeermaas employaient plusieurs souffleurs de verre dans la région d'Altare (dans la Ligurie en Italie). Bonhomme était spécialisé dans la « serpents de verre » dans le style de Murano. Dans les verreries liégeoises fondées au XVIIIe siècle, on peut citer la Verrerie d'Avroy en 1709 et Vonêche en 1778.
Vers 1740, une poterie s'installe à Liège, la plupart des artisans qui y étaient employés venaient de Tournai, Lille et Gand. De 1752 à 1765 il y eut une poterie d'un certain baron von Bülow et à partir de 1770 celle de Joseph Boussemart et François Lefébure. À Andenne, il existait également une fabrique de poterie et porcelaine établie en 1762 par le sculpteur Jacques Richardot (1743-1806) qui conçut L'enlèvement d'Hélène.
La fabrication d'armes ornementales est une branche des arts appliqués qui allie menuiserie, orfèvrerie et travail d'ivoire. La décoration de fusils, pistolets et sabres avec de l'argent ou de cuivre gravés à Liège date du XVIIe siècle. Des armes ornementales avec des poignées en ivoire sculpté de cette même époque et provenant de Maastricht et Aix-la-Chapelle peuvent être trouvées dans les musées du monde entier.

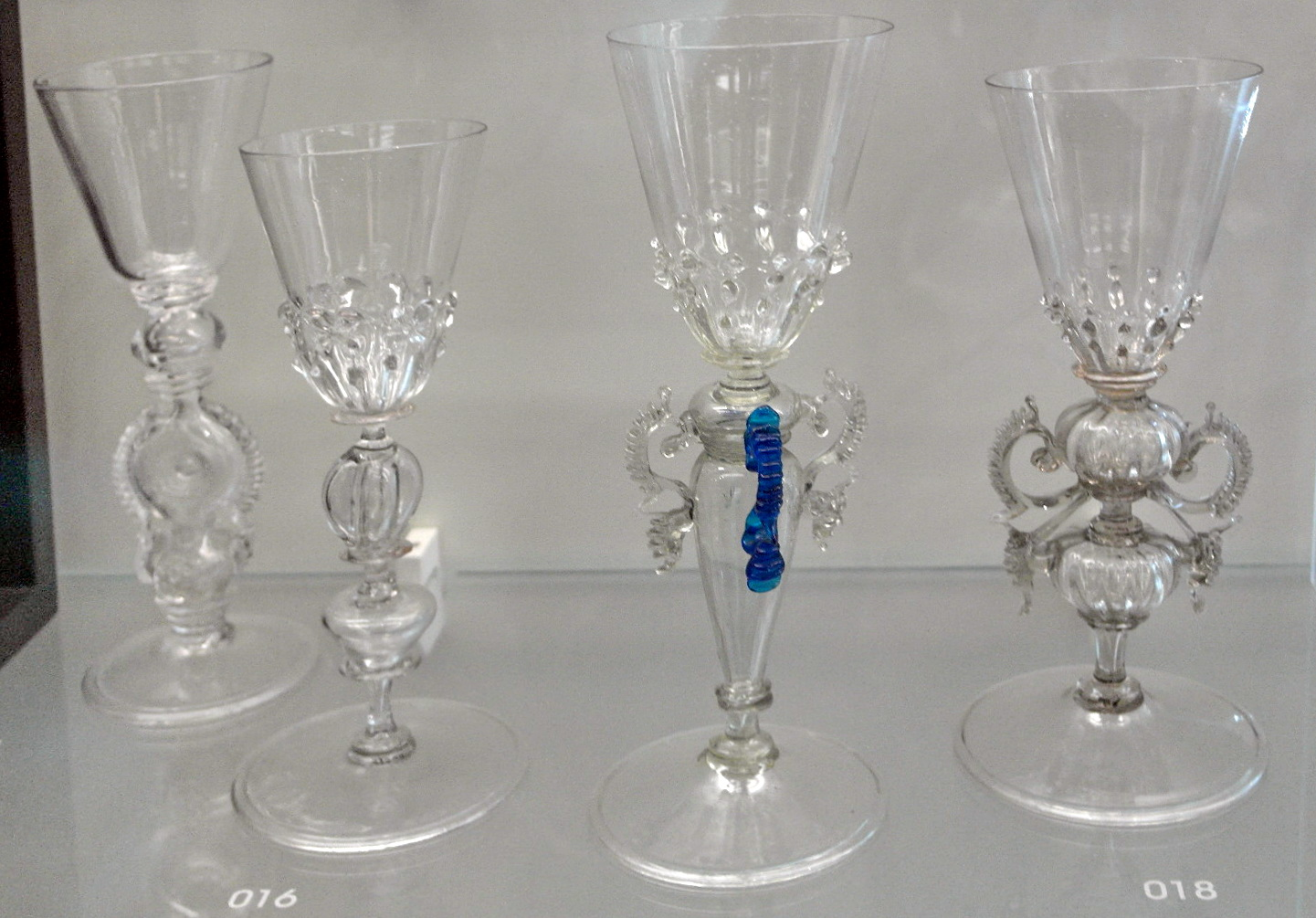
Verres à vin à la façon Venise, Liège, XVIIe siècle
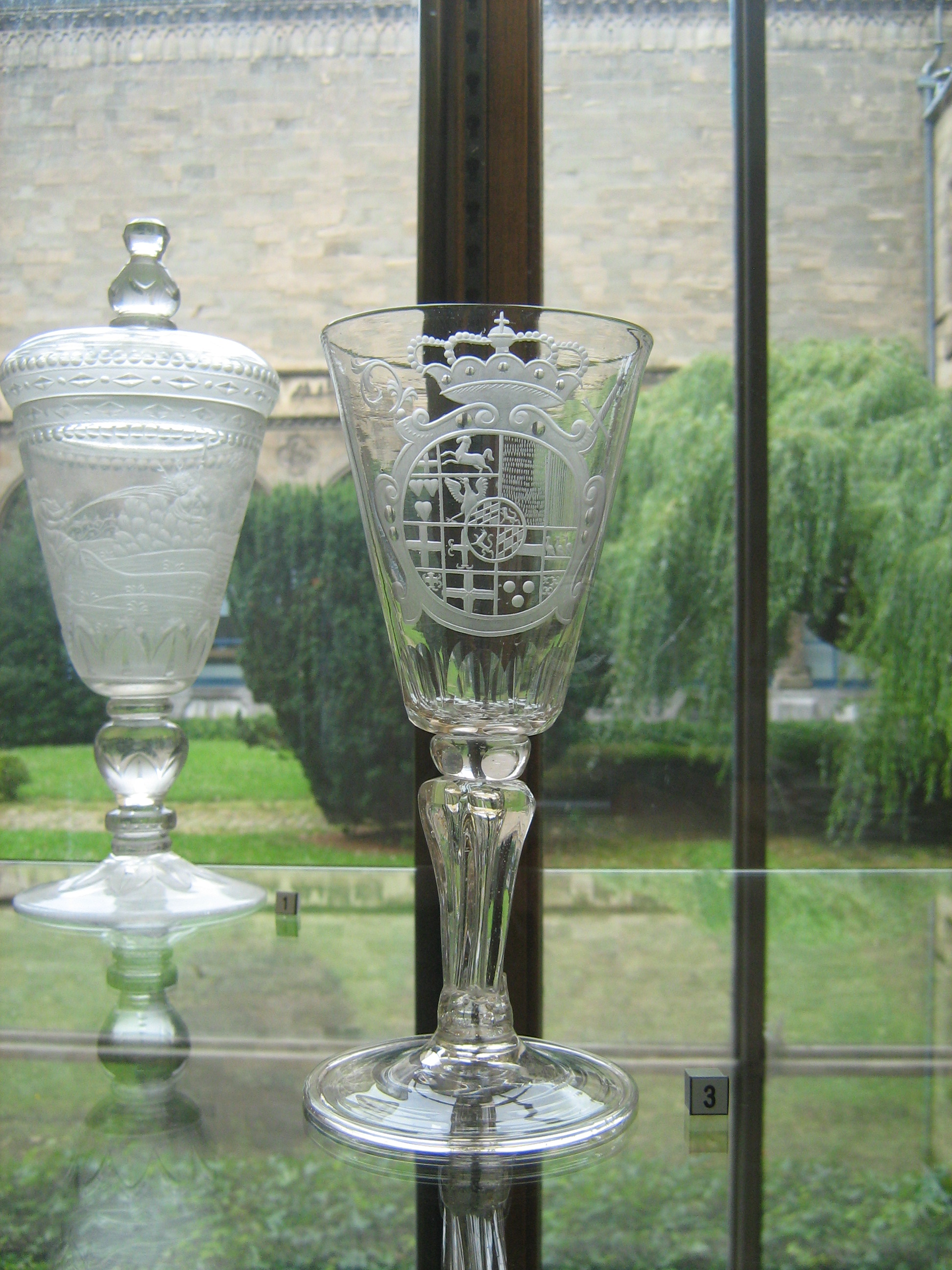
Verres à vin gravés, Liège, c. 1750
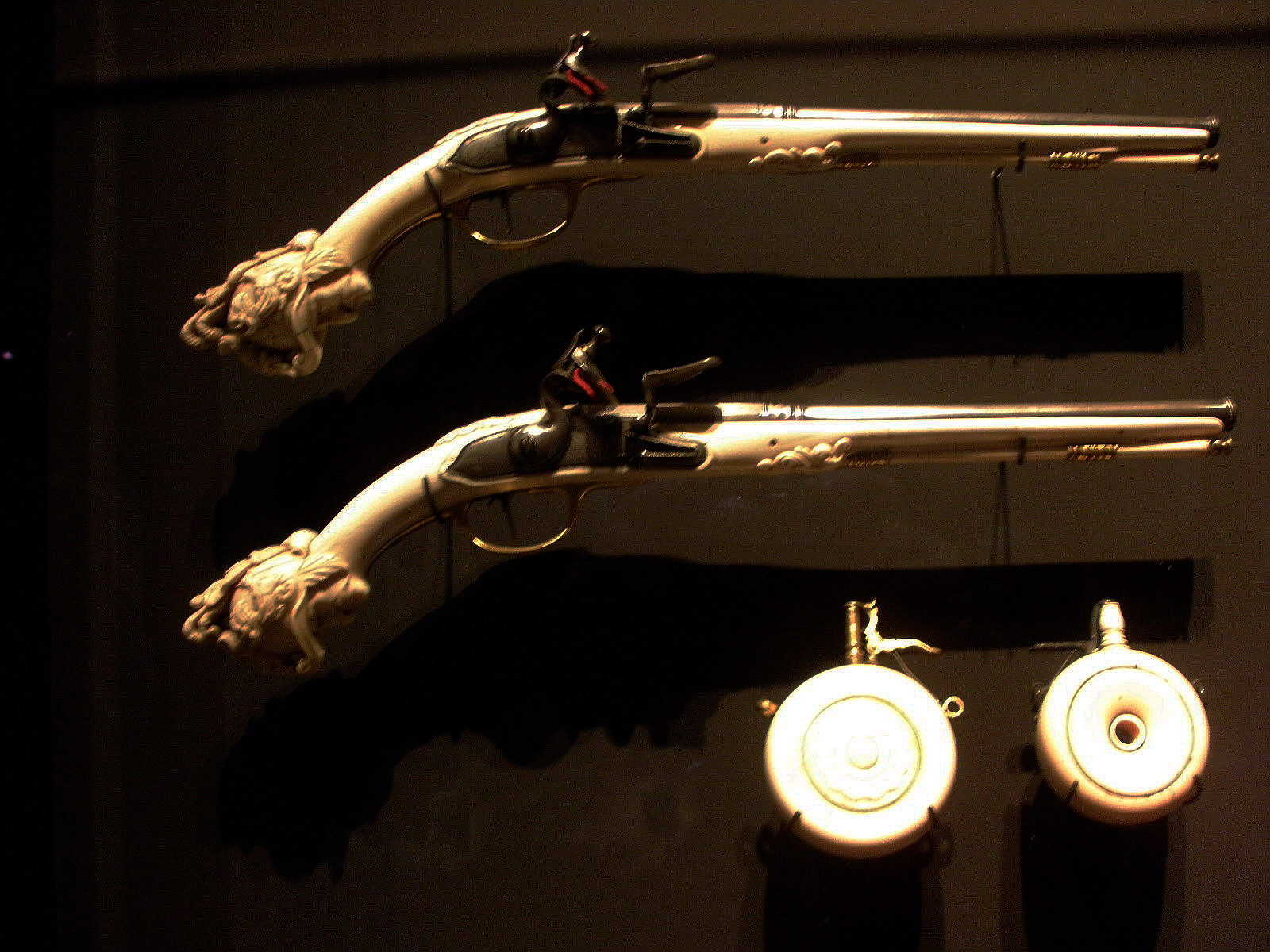
Pistolets avec de l'ivoire sculpté, Maastricht, c. 1665
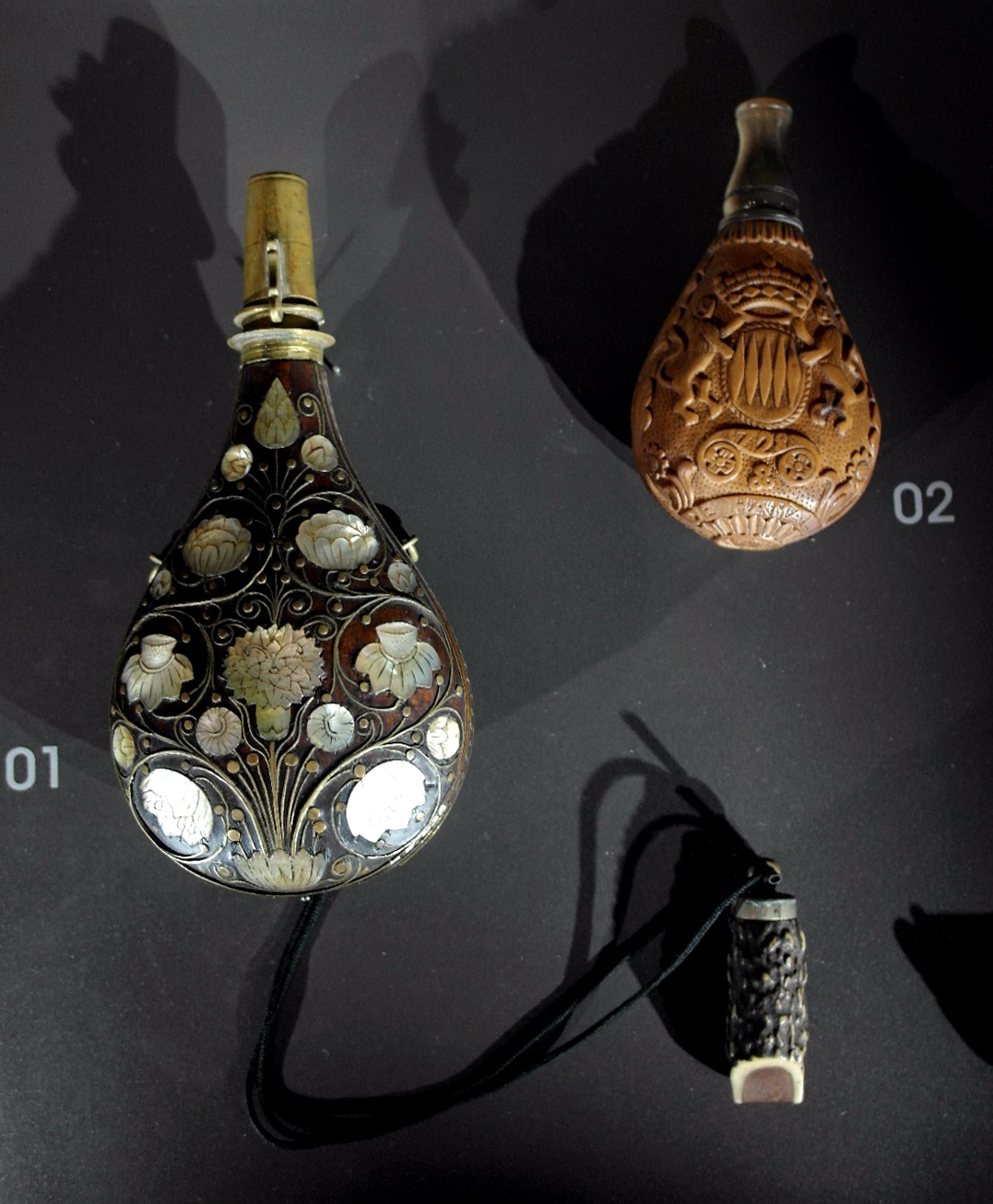
Poudrières, Spa/Liège, XVIIIe siècle

## Musique, théâtre, littérature

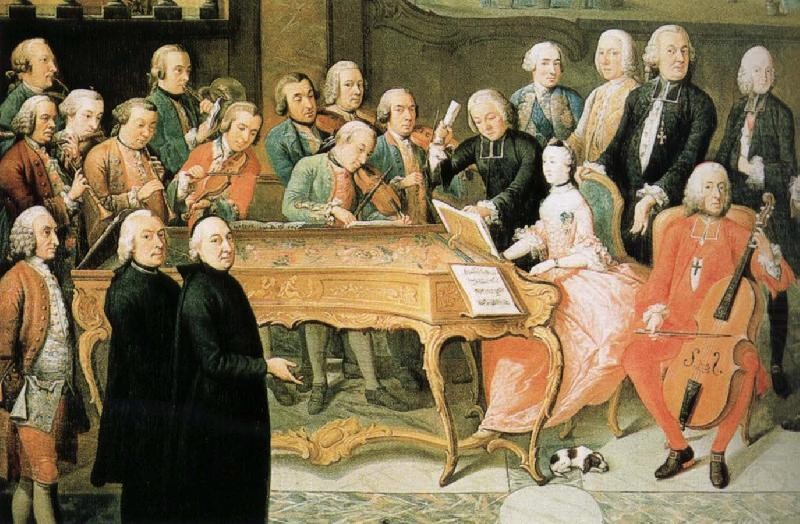
Concert au château de Seraing. À droite, au violoncelle, le prince-évêque Jean-Théodore de Bavière

### Musique
À Liège, les écoles chorales de la cathédrale Saint-Lambert et des collégiales formèrent les talents musicaux locaux. Parmi les grands musiciens principautaires du XVIIe siècle on peut citer Léonard de Hodémont, Henri de Remouchamps (nl) (c. 1585-1639), Henry Du Mont et Lambert Pietkin (1613-1699), tous furent organiste et/ou maître de chapelle à la cathédrale de Liège. À Aix-la-Chapelle, l'école de la cathédrale, qui à l'époque formaient des musiciens depuis déjà presque mille ans était la capitale de la vie de musicale. Lors d'un couronnement royal, de pèlerinages et d'autres festivités, le chœur et l'orchestre de l'école de la cathédrale aixoise s'occupaient du divertissement musical. Maastricht disposait de deux écoles chorales intéressantes, celles des basiliques Saint-Servais et Notre-Dame. Henry Du Mont qui débuta en tant que choriste dans cette dernière devint maître de la chapelle royale de Versailles en 1663. Marcus Teller (nl) (1682-1728) fut maître de chapelle à la basilique Saint-Servais et compositeur de la musique chorale et orchestrale.
Les princes-évêques de Liège stimulèrent la vie musicale du XVIIIe siècle dans la capitale. Jean-Théodore de Bavière connu pour être un musicien doué et donna des concerts tant dans son palais de Liège que dans son palais d'été à Seraing. Les compositeurs liégeois importants du XVIIIe siècle étaient : la famille Hamal - Henri-Guillaume Hamal (1685-1752), Jean-Noël Hamal et Henri Hamal - Herman-François Delange, André Grétry et Antoine-Frédéric Gresnick. Bien que Grétry passa une grande partie de sa carrière à Paris, il composa de nombreux opéras-comiques en wallon. Ce genre fut très populaire à la fin du XVIIIe siècle à Liège ; trois fois par semaine on pouvait assister dans la ville à des opéras-comiques. Jusqu'en 1757 des concerts étaient organisés dans une salle de l'hôtel de ville, à La Redoute et à La Douane.
À Spa (en 1762) et Aix-la-Chapelle (en 1782) sont également construites des salles La Redoute où, en plus des habituels bals, des concerts sont donnés. L'évêque de Ruremonde Philippe Damien de Hoensbroeck (nl) fut également un grand mélomane. Son château Hillenraad (nl), situé aux abords de la principauté, était à la fin du XVIIIe siècle considéré comme un centre de la vie musicale du nord du pays mosan.

### Théâtre
Au XVIIIe siècle, la vie théâtrale se développe à Liège sous une forte influence française. Successivement s'ouvrent dans la capitale de la principauté les théâtres et salles de concerts suivantes : La Baraque (avant 1760), La Redoute (1762), La Salle de la Comédie (1767), Salle des Spectacles (1780) et la Halle des Drapiers (1785). La saison scénique liégeoise dans la seconde moitié du XVIIIe siècle est assez courte, elle débute fin octobre et se termine au Carême. Après Pâques, les troupes quittent la cité pour Spa, où un théâtre a ouvert ses portes en 1769, ou pour Verviers qui dispose également d'une salle depuis 1774. Ce n'est qu'à partir de 1767 que Liège disposa d'une compagnie permanente qui s'installe à La Salle de la Comédie. Dans les années 1780 s'établit à Maastricht un groupe d'acteurs français et en 1789 ouvre dans cette ville la Bonbonnière (nl), une église jésuite convertie en théâtre. On connaît peu de choses de l'activité théâtrale à Aix-la-Chapelle en cette période.

### Littérature
Jusqu'à environ 1750, il n'existait guère de tradition littéraire dans le pays mosan, ni en français, ni en néerlandais. Le prince-évêque Velbrück fonde la Société littéraire de Liège en 1779 , il s'agit d'une société d'émulation visant à promouvoir la lecture. Les écrivains de la fin du XVIIIe siècle Auguste-Benoît Reynier, Pierre-Joseph Henkart et Jean-Nicolas Bassenge sont seulement lus par un public élitiste. Simon de Harlez, abbé du Val-Saint-Lambert et conseiller de Charles-Nicolas d'Oultremont, écrit principalement en wallon et est donc probablement plus lu. Son œuvre majeure est le livret de l'opéra bouffe populaire Le Voyage de Chaudfontaine, mis en musique par Jean-Noël Hamal.

## Sources
- (nl) Cet article est partiellement ou en totalité issu de l’article de Wikipédia en néerlandais intitulé « Barok in het prinsbisdom Luik » (voir la liste des auteurs).